# Stötteritz
Stötteritz ist ein Stadtteil und zugleich Ortsteil im Stadtbezirk Südost von Leipzig. Von 1839 bis zur Eingemeindung im Jahr 1910 war es eine selbstständige Gemeinde. 

## Geografie

### Lage
Der Stadtteil liegt etwa vier Kilometer vom Zentrum Leipzigs entfernt. Er umfasst nahezu die gesamte Gemarkung Stötteritz sowie Teile der Gemarkungen Reudnitz, Thonberg und Probstheida. Im Westen wird er von der Prager Straße sowie der Bahnstrecke Leipzig Hbf–Leipzig-Connewitz begrenzt; im Norden durch die Oststraße, den Ostfriedhof, die Sternsiedlung Südost sowie die Nordgrenze der Gemarkung Stötteritz. Nach Osten, wo sich Mölkau, Zweinaundorf und Holzhausen anschließen, bildet ebenso die Gemarkung Stötteritz die Grenze. Im Süden verläuft die Grenze entlang der Gemarkung Probstheida, des Kleingartenvereins Denkmalblick und des Freundschaftsparks.

### Nachbarstadtteile
Folgende Stadtteile grenzen an Stötteritz:
| Reudnitz    | Anger-Crottendorf                           | Mölkau                   |
| Thonberg    | Kompassrose, die auf Nachbargemeinden zeigt | Zweinaundorf, Holzhausen |
| Marienbrunn | Probstheida                                 | Zuckelhausen             |

### Ortsbild

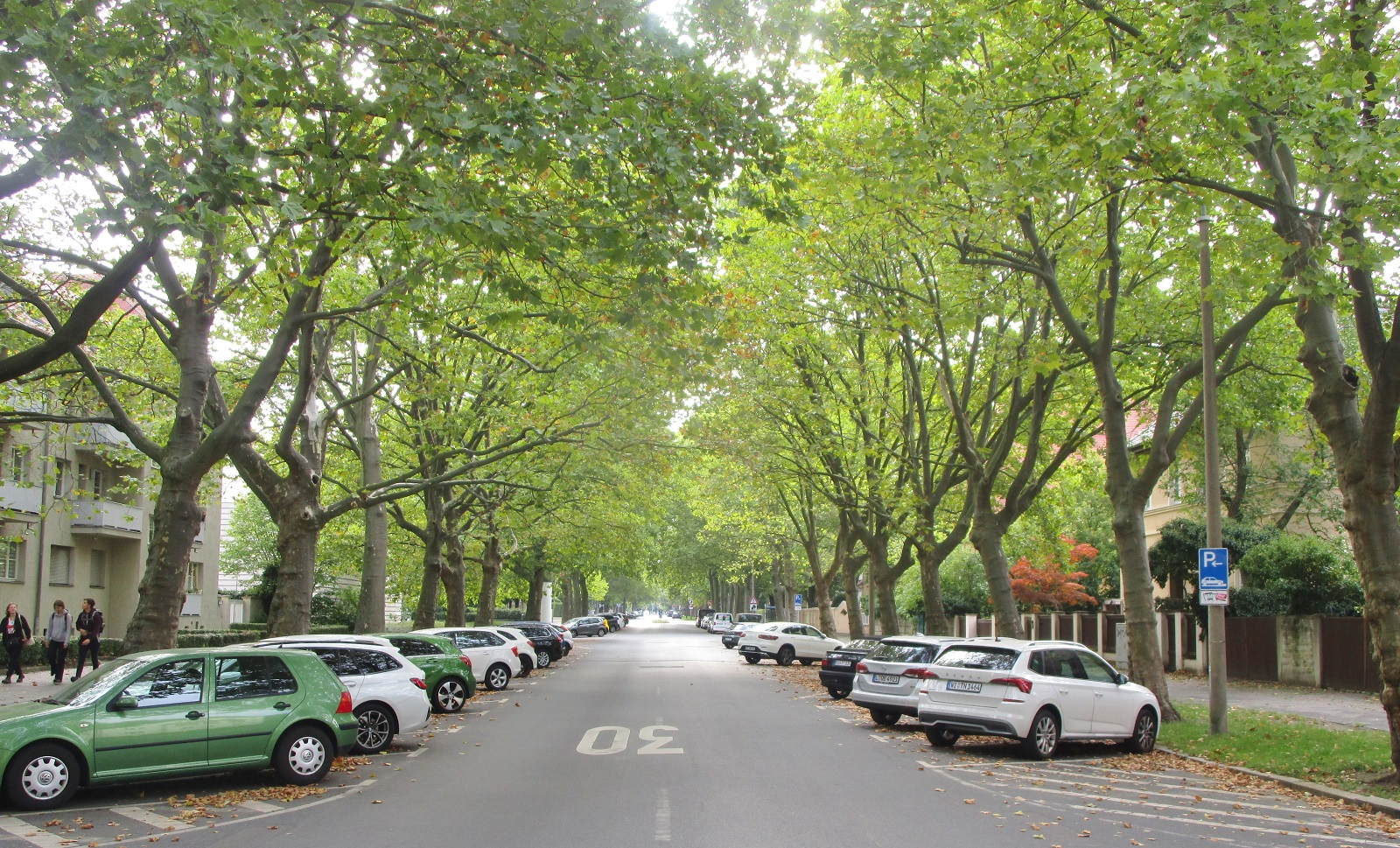
Platanen an der Naunhofer Straße

Der Südteil von Stötteritz, zwischen Prager Straße, Holzhäuser Straße und Kommandant-Prendel-Allee, ist geprägt von Alleen mit teils sehr großen Platanen. In diesem Bereich befindet sich das Stötteritzer Villenviertel. Im Norden bestimmt dichte Bebauung das Bild zwischen der Holzhäuser Straße, der Schönbachstraße und der Papiermühlstraße. Zu Beginn des 20. Jahrhunderts entstanden dort Gründerzeitbauten und Produktionsgebäude. Durch den seit Ende der 2010er Jahre anhaltenden Bauboom in Leipzig wurden einige Neubauten errichtet. Im Südosten befinden sich größtenteils Einfamilienhausgrundstücke mit beinahe dörflichem Charakter.

## Geschichte

### Name
Der Name ist aus altsorbisch stodor „seichter Acker auf Felsengrund“, auch „Felsen, Bergrücken, Hauten“ und „Ort auf steinigem Grund“ abgeleitet. Im Volksmund wird Stötteritz auch „Strietz“ genannt. Stötteritz ist einer der höchstgelegenen Ortsteile Leipzigs.

### Erstbesiedlung
Um 1000 v. Chr. (Spätbronzezeit) existierte vermutlich im Bereich der heutigen Oststraße eine Siedlungsstelle.

### Mittelalter
Während der altsorbischen Landnahme entstanden nach 700 Stötteritz und, nördlich davon (vermutlich im Bereich der heutigen Papiermühl- und Oststraße), Melschen mit wohl je 2 bis 5 Bauernstellen als Rundlinge. Von diesen gibt es keine Überlieferung mehr, wohl aber Urnenfunde am ehemaligen Mühlweg. Die älteste Dorfanlage von Stötteritz ist auf etwas erhöhtem Gelände, um den Bereich der Kirche anzunehmen. Der Fund einer porphyrenen Schleuderkugel in einer Schlammschicht auf dem Gelände des heutigen Wäldchens könnte auf eine Wasserburg hindeuten.
In der ersten Hälfte des 10. Jahrhunderts eroberte König Heinrich I. die Region. Seit der Belehnung Konrads von Wettin mit der Mark Osterland nach 1136 begannen der Markgraf und sein Sohn Otto mit dem intensiven Landesausbau. Zwar hatte es keine bedeutende Zusiedlung deutscher Bauern nach Stötteritz gegeben, mit der deutschen Kolonisation war das Dorf aber vermutlich deutschen Rittern dienstpflichtig. Es entstand eine deutsche Wallanlage (Wasserburg, Herrenhof) am Nordrand des alten Ortskerns im östlichen Gutsbereich. Die einst rechteckige Burginsel ist mit der nordöstlichen Gebäudeecke des Gutsgevierts überbaut. Vom Rechteckgraben sind ein Teil der nördlichen und die östliche Erstreckung wasserführend erhalten.
1213 wurde das benachbarte, vermutlich von flämischen Siedlern gegründete Baalsdorf erstmals erwähnt. Vermutlich wurde das altsorbische Stötteritz von Baalsdorf aus christianisiert und das Kirchenpatronat Stötteritz kam zusammen mit Baalsdorf an das neu gestiftete Thomaskloster zu Leipzig. 1325 wurde „Sthodericz“ erwähnt, als das Thomaskloster Hufenbesitz in Stötteritz und Baalsdorf erwarb. Es lässt sich ein altslawischer Ortsname *Stodorica vermuten, basierend auf stodor 'steiniger Acker/Grund'. 1335 wurde  erstmals „Mylschene“ erwähnt, 1350 hieß Stötteritz „Ztedericz“ bzw. „Stadericz“. Markgraf Friedrich IV., der Streitbare belehnte 1397 Johans Albern, Bürger zu Leipzig, mit 4 Hufen zu „Sthodericz“ (eventuell ist damit das Gebiet des Herrenhofs gemeint). Nach dem Ableben von Balthar Schultz ging 1487 ein Teich „bey Stöderitz“ an dessen Söhne über. 1490 wurde Melschen noch als Dorf bezeichnet.

### 16. Jahrhundert

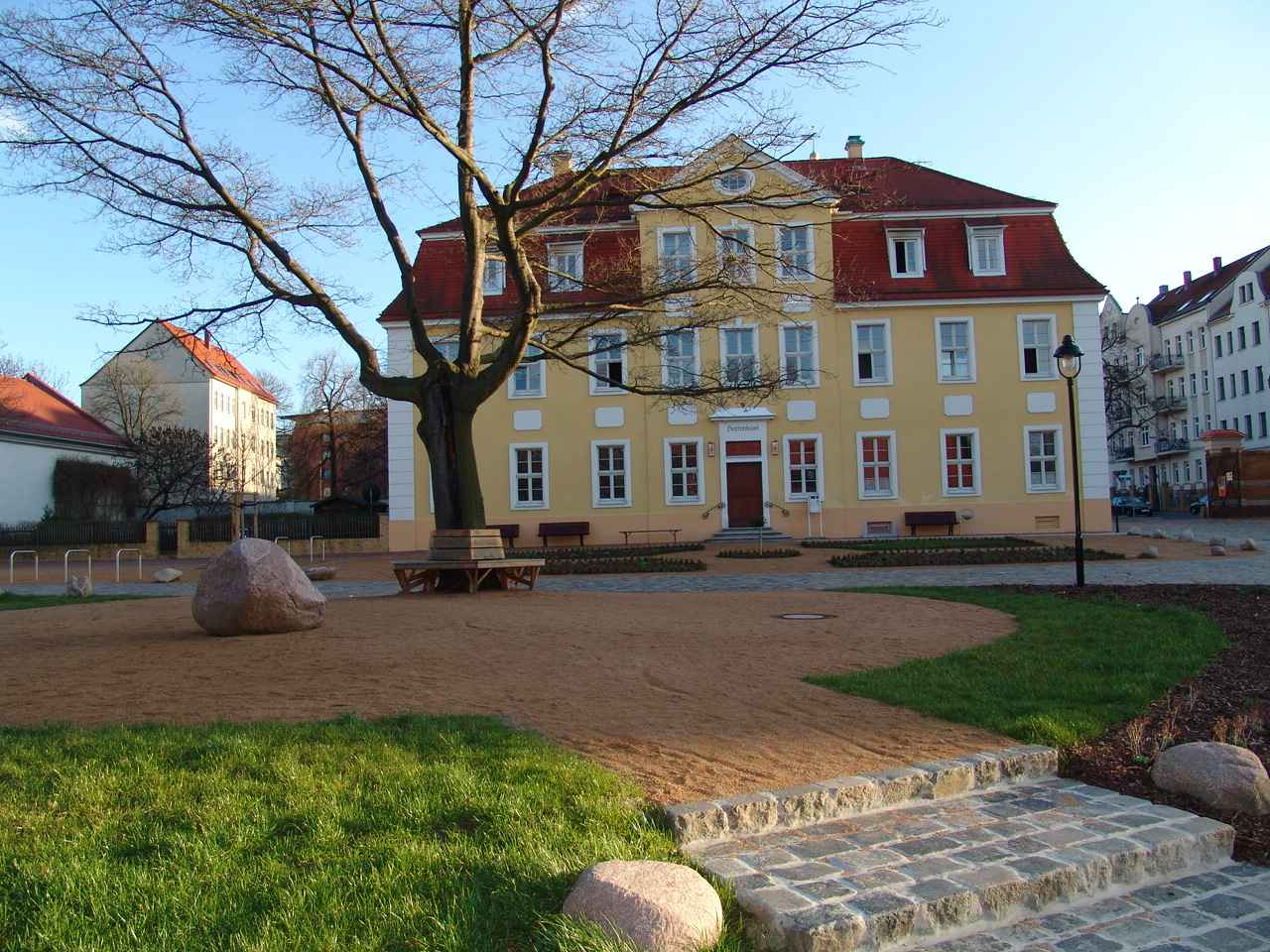
Nordseite des Herrenhauses des Ritterguts unteren Teils in Stötteritz (2004)

Seit Anfang des 16. Jahrhunderts bildeten sich in Stötteritz ein, später zwei Rittergüter, das obere und das untere, heraus. Es gab keine Bauernstellen, weil die altsorbischen Bauern wahrscheinlich „gelegt“ worden sind, worauf die Gutssiedlung mit Häuslerzeilen sowie die blockförmigen Gutsschläge und Parzellen hindeuten. Die Güter wechselten häufig ihre zumeist bürgerlichen Besitzer. Da die Entwicklung Stötteritz' durch die Güter bestimmt war, entstanden zwei relativ selbständige Ortsteile. 1500 schätzte Erich Fachs sein Gut, „das untere Vorwergk zu Stodericz“, auf 4.000 Gulden. Beim Verkauf des „Vorwergs Stöderiz“ gab es 1515 Streitigkeiten. Am 13. März 1517 verkaufte Helena Krahin das (obere, sich wohl zuerst herausbildende) Gut an Ludovico Langschneider, „Vorsteher des heiligen Altars St. Annae in der Thomaskirche“. Dabei wurde die „Melscher Marck“ (neben Stötteritz) genannt. Melschen war also wüst, seine Flur ging in die von Stötteritz ein. 1540 ging das Gut wieder in bürgerlichen Besitz über. Sigmund Breutigam und Ehefrau wurden mit dem Gut „Stöderitz“ belehnt. Die Kirche des Dorfes war eine Filialkirche der von Baalsdorf. Der Rat zu Leipzig kaufte 1543 die Klostergüter Baalsdorf und Melschen (von Letzterem gibt es nur noch die Mark), d. h. Stötteritz (?).
Im Schmalkaldischen Krieg bezog Kurfürst Johann Friedrich I. von Sachsen 1547 sein Hauptquartier bei Stötteritz im Haus Hans Schwartzens. Bei seinem Abzug verschonte er den Ort, der zum Kreisamt Leipzig gehörte. 1551 gehörte Stötteritz grundherrschaftlich zum Rittergut Stötteritz. Die Melscher Mark wurde zu dieser Zeit als „Stoderitzermargk“ bezeichnet. Ernst Fachs verkaufte 1559 2 1/4 Hufen Land an Mölkauer Besitzer, 20 Acker davon waren Melscher Besitztum, ein Teil kam zu Crottendorf und Reudnitz. 1574 forderte man die Anstellung eines Küsters, der auch Lehrer, Kantor und Organist sein sollte. Das Gesinde wohnte bis 1580 auf den Gutshöfen, seitdem wurden für diese eigene Häuser gebaut. 1581 wurde die Mühle am heutigen Kärrnerweg privilegiert. Der Leipziger Ratsherr Peter Heintze war 1587 Besitzer des offenbar einzigen Rittergutes. Ende des 16. Jahrhunderts ist erstmals ein Kohlgärtner nachweisbar.

### 17. Jahrhundert
1612 wohnten 11 Gärtner (Hauseigentümer mit Land und landwirtschaftlicher Tätigkeit im Nebengewerbe) mit ihren Familien in Stötteritz. Pfarr- und Rittergutsfamilien und an das Gut gebundene Leibeigene hinzugezählt hatte das Dorf etwa 100 Einwohner. Dr. Friedrich Scipio verkaufte 1622 das Gut an den Handelsmann Jacob von Ryssel. 1629 wurde das Vorwerk Stötteritz genannt. Im Dreißigjährigen Krieg beschossen kaiserliche Truppen 1633 von Thonberg und Stötteritz aus Leipzig. Vier Jahre später war Stötteritz durch Plünderung, Brand und Pest fast ausgestorben. Der schwedische General Torstenson rückte 1642 zur Belagerung Leipzigs an und nahm das Stötteritzer Gut als Quartier. 1650 starben 103 Einwohner an der Pest. An der Kirche wurde 1666 ein Halseisen zur Bloßstellung von Übeltätern angebracht.

### 18. Jahrhundert
Der Name Melscher Mark verschwand im 18. Jahrhundert, weil sie von Stötteritz aus überbaut wurde. Um 1700 wurde von der heutigen Ferdinand-Jost-Straße bis zur heutigen Papiermühlstraße eine „lange Reihe“ (Gasse) von Häusern für das untere Gut errichtet. Im Großen Nordischen Krieg fielen 1706 schwedische Reiter in Stötteritz ein. Engelbert von der Burg, Gutsherr unteren Teils, Assessor am Leipziger Konsistorium, ließ 7 niedergebrannte Häuser wieder aufbauen. 1714 traf ein Brand das obere Gut. 1734 baute der Krämermeister Quandt am Weg nach Connewitz (heute Napoleonstein) eine Tabaksmühle. Hofrat Adam Friedrich von Glafey war 1746–1753 Besitzer des Gutes oberen Teils und Gerichtsherr beider Teile des Ortes. Danach besaß der Domherr, Appellationsrat und Ordinarius Heinrich Gottfried Bauer bis 1811 das Gut oberen Teils. 1764 gehörte das Dorf zum Amt Leipzig, grundherrschaftlich zum Rittergut Stötteritz. Es zählte 91 Gärtner und 46 Häusler, mit der sonstigen Bevölkerung um 700 Einwohner sowie 2 1/2 Hufen je 12 Acker und 18 (Ritterguts-)Hufen ja 20 Acker.
Für viele Bewohner wurde der Tabakanbau u. a. am Schwarzacker in der Zeit von 1765 bis 1860 zum Haupterwerbszweig. In der Blüte des Tabakanbaus wurde der Ertrag (scherzhaft „Stänkeriko“ genannt) mit 10.000 Zentnern angegeben. Die Häuser von Stötteritz waren im Herbst mit gelben trocknenden Tabakblättern behängt. Andere Stötteritzer arbeiteten als Tagelöhner in Leipzig. Der Einfluss der Güter nahm in dieser Zeit ab. 1780–1790 wurde auf dem Gut unteren Teils das barocke Herrenhaus gebaut. Friedrich Schiller hielt sich 1785 in Stötteritz auf. 1790 erwarb Christian Felix Weiße, Kreissteuereinnehmer und als Dichter von „Komischen Opern“ Beherrscher der Bühne in Leipzig, das untere Gut. Weiße gestaltete es völlig um, er veranlasste die Anlage eines Parks nach englischem Vorbild (später „Das Wäldchen“). Das Antlitz des Gutshofes wandelte sich von einem Wirtschaftshof zu einem freundlichen Sommerhaus mit Garten und Park. Auf dem Gut entfaltete sich ein reges kulturelles Leben, das besonders durch die literarischen Ambitionen Weißes, der selbst viele Kinderbücher schrieb, geprägt war. Das Gut war ein Treffpunkt zahlreicher Dichter (Christian Garve, Christoph Martin Wieland, Moritz August von Thümmel, Jean Paul).

### 19. Jahrhundert
Von 1801 bis zu einem Brand im Jahr 1809 befand sich nahe der Kreuzung Ferdinand-Jost-/Eichstädtstraße eine von Johann Christoph Ludwig nach holländischer Art erbaute Papiermühle, die u. a. braunes Packpapier herstellte. Das im Mühlteich gestaute Wasser diente zum Einweichen der Hadern.

Stötteritz auf einem Plan von 1808

Der „Neue Plan von der Stadt Leipzig nebst der umliegenden Gegend“ wies um 1801 Stötteritz als Mehrfachstraßendorf (heutige Oberdorf-, Zuckelhäuser-, Sommerfelder Straße, Lange Reihe) mit Kirche, Gütern, Teichen, zwei Windmühlen und Papiermühle aus. Oberdorf- und Sommerfelder Straße wiesen nach West einen Anbau auf.

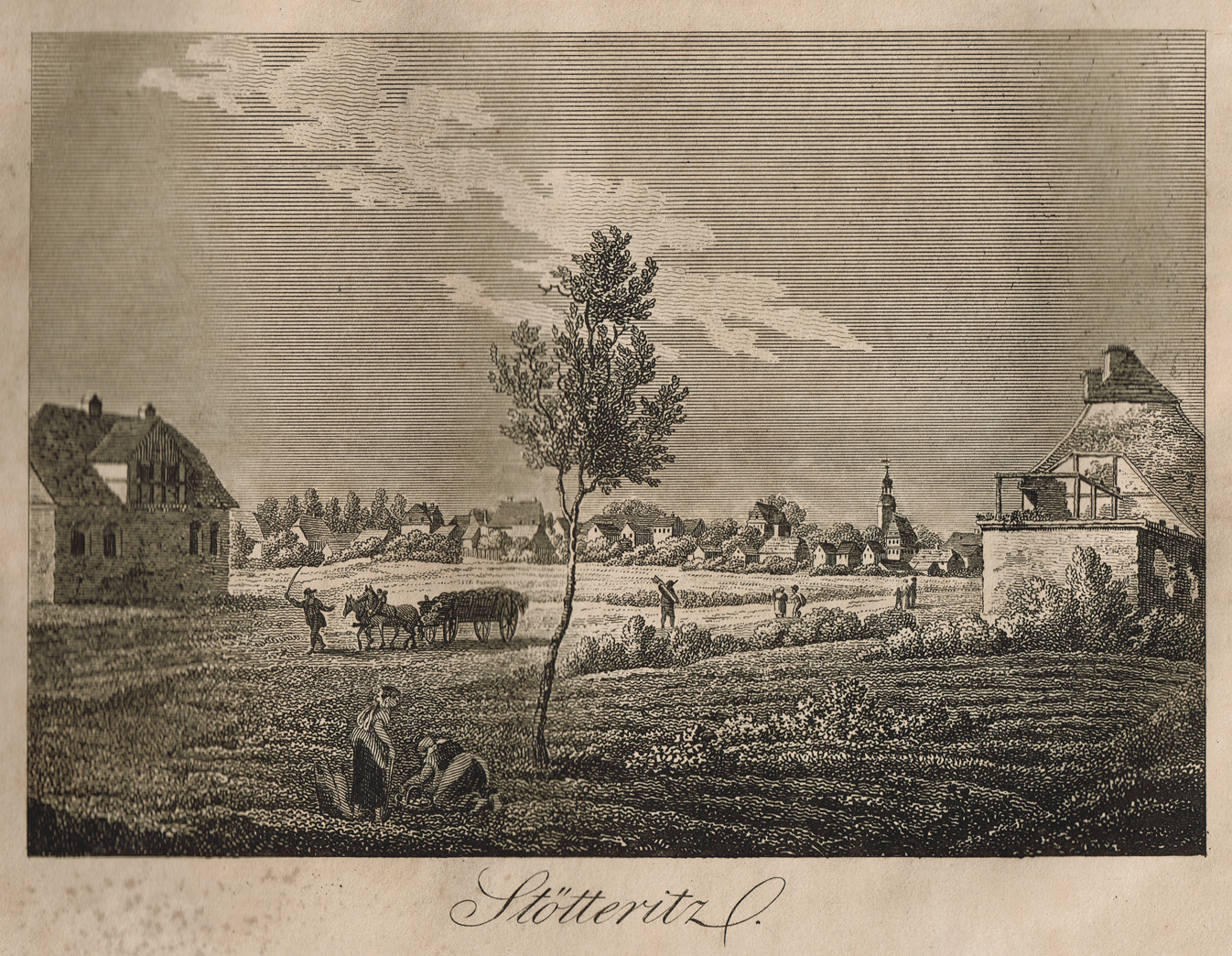
Ansicht von Stötteritz nach der Völkerschlacht (1815)

Während der Völkerschlacht soll Napoléon Bonaparte, von seinem Reudnitzer Quartier kommend, am 17. Oktober 1813 im Herrenhaus unteren Teils eingetroffen und von da aus zur Quandtschen Tabaksmühle geritten sein. Am Abend wurde das Hauptquartier Napoleons nach Stötteritz verlegt. Am nächsten Tag lag die Stötteritzer Flur im unmittelbaren Kampfgebiet. An der ältesten der fünf Stötteritzer Windmühlen (bei der heutigen Gärtnerei am Kärrnerweg) hatte Marschall MacDonald seinen Befehlsstand. Er wurde mit seinen Truppen von der russischen Kavallerie ins Dorf zurückgedrängt. Die napoleonischen Truppen plünderten den Gutshof. Bei Einbruch der Dunkelheit wurden die Kämpfe abgebrochen, nachts zogen sich die erschöpften napoleonischen Soldaten nach Leipzig zurück. Am 19. Oktober 1813 ritten Husarenpatrouillen der Hauptarmee der Verbündeten nach Stötteritz und Probstheida, um die napoleonischen Stellungen zu erkunden. Sie kehrten bald mit der Meldung zurück, dass beide Dörfer vom Feind verlassen seien. Nach anderen Angaben wurden die französischen Truppen aus dem Dorf vertrieben. Alle Futtervorräte und Lebensmittel waren geplündert, die Bevölkerung größtenteils vertrieben. Von 145 Häusern wurden 15 sowie die Quandtsche Tabaksmühle abgebrannt, 40 beschädigt. Die Marienkirche war als Lazarett eingerichtet, die Orgelpfeifen wurden gestohlen. An die tausend Gefallene lagen im Ort. Sie wurden in der Folge von den zurückkehrenden Dörflern seitlich am Ostausgang des Dorfes am Eichenwäldchen längs der heutigen Pommernstraße bestattet.
1817 verkauften Heinrich Bauers Erben das Gut oberen Teils an Friedrich Herrmann. Ein Jahr später wurde das Gut an Ferdinand Semmel, Stadthauptmann von Gera, verkauft. 1819 erfolgte der Verkauf des Gutes oberen Teils an Oeconomieinspektor Friedrich Richter, bevor es 1823 der Jenenser Professor Dr. Eichstädt kaufte. 1824 hieß es, Stötteritz sei „ein Dorf, welches in die Ober- und Untergemeinde zerfällt, …das größte im … [Leipziger] Kreise, indem es an 1.200 Bewohner enthält … [Es] gehört zu beinahe gleichen Hälften zu den beiden hiessigen … Rittergütern …, liegt 1/2 bis 3/4 Stunde östlich von Leipzig auf einer fast von allen Seiten allmählich ansteigenden Fläche. Die Kirche steht fast mitten im Dorfe. Zu erwähnen sind … außer mehreren hübschen Landhäusern für Leipziger Familien (zum Theil mit angenehmen Gärten) der Gasthof und mehrere Schenken, so wie die am nördlichen Ende stehende Windmühle. Eine der Schenken am südlichen Ende des Dorfes war früher eine Papiermühle … Die beiden Rittergüter sind nur von mittlerer Stärke und haben angenehme Gärten und kleine, gefällige Herrenhäuser. Für den Tabaksanbau ist Stötteritz … der wichtigste Ort im Königreich.“

Stötteritz auf einem Plan von 1832

Marienkirche und Herrenhaus des Ritterguts unteren Teils (F. Heise, 1855)

Nach 1830 wurde die Tragkorbgemeinde, eine Tabakarbeitersiedlung, gebaut. Durch das sächsische Gesetz über Ablösungen und Gemeinheitsteilungen wurden 1832 die Voraussetzungen dafür geschaffen, die Feudalverhältnisse auf dem Lande zu überwinden. Das untere Gut ging im gleichen Jahr von Christian Ernst Weiße (einem Juraprofessor an der Leipziger Universität) an dessen Sohn, Christian Hermann Weiße (einen Professor der Philosophie), über. 1834 hatte Stötteritz rund 2.200 Einwohner und 192 Häuser, die sich entlang der späteren Haupt- (heute Holzhäuser), der Leipziger (Stötteritzer, Papiermühl-), der Kirch- (Oberdorf-), der Mittelstraße (Lange Reihe) und der Kreuzstraße (Zuckelhäuser-/Kolmstraße) befanden. Mit Einführung der sächsischen Landgemeindeordnung am 1. Mai 1839 wurde Stötteritz eine selbständige Landgemeinde und erhielt das Recht zur Selbstverwaltung. Da man sich nicht einigen konnte, wurde 1844 in Stötteritz’ oberen und unteren Teil je eine neue Schule gebaut. Stötteritz entwickelte sich zu einem der bevölkerungsreichsten Vororte Leipzigs, 1850 wohnten ca. 2.500 Menschen dort. 1856 wurde die Stötteritzer Kleinkinderbewahranstalt eröffnet. In diesem Jahr hatte der Ort 204 bewohnte Gebäude mit 716 Familienhaushaltungen und 2950 Einwohnern. 1856 wurden die Patrimonialgerichte aufgehoben. Stötteritz gehörte verwaltungsmäßig zum Gerichtsamt Leipzig I. Eine Karte vor 1860 verzeichnet die Situation wie um 1801. Oberdorf und Unterdorf wuchsen baulich zusammen. Die Anbauen an Obedorf- und Sommerfelder Straße im Westen sind verlängert worden. Eine Mühle ist ausgewiesen.

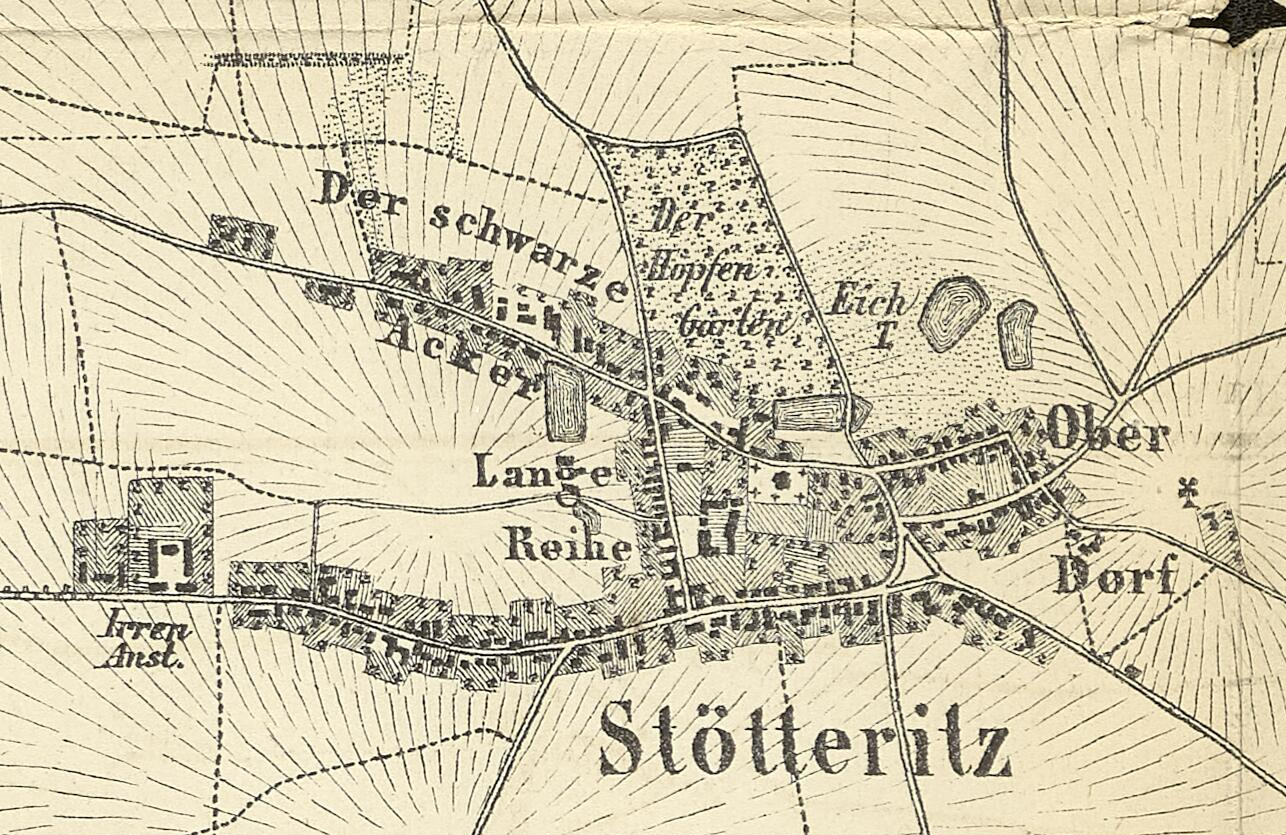
Stötteritz auf einer Karte von 1863

1864 oder 1868 hatte Stötteritz 3.976 Einwohner. Das Gut unteren Teils ging in den Besitz des Leipziger Rates über, Pächter bewirtschafteten es. An der Flurgrenze zu Stötteritz wurde zwischen 1865 und 1907 das Probstheidaer Wasserwerk errichtet. 1866 wurde die Brauerei Gebr. Ulrich in Stötteritz gegründet. Im Deutschen Krieg schleppten preußische Soldaten 1866 die Cholera nach Stötteritz ein. Von den knapp 4.000 Einwohnern erkrankten 663, davon starben 240. Mothes pachtete 1869–1888 das Rittergut unteren Teils von der Stadt. Noch 1870 wurde in Stötteritz Erntefest gefeiert. Der Umzug führte vom Gutshof unteren Teils durch die Lange Reihe, die Schmiedegasse (Sommerfelder) und die Oberdorfer Straße zurück zum Gut. Mit der rasch fortschreitenden Verstädterung von Stötteritz und der Ansiedlung kleinerer und größerer Gewerbebetriebe verringerte sich abermals die Bedeutung der landwirtschaftlichen Produktion und Güter für den Ort. Der neugebaute Oberhof (Oberdorfstraße 22) diente 1870–1910 als Dorfgasthof „Deutsches Haus“ (auch „Schulzes Kuchengarten“). 1872 wurde der Stötteritzer Friedhof neu angelegt. Der Ort zählte 1875 4.699 Einwohner und gehörte zur Amtshauptmannschaft Leipzig.
Von 1875 bis 1880 wurde der Gutshof unteren Teils ausgebaut. Man begann, ein Stück des westlichen Teils des angrenzenden Teiches trockenzulegen, da der Bau neuer Pferdeställe geplant war. Bei der Herrichtung des Baugrundes wurden die Reste der alten Wasserburg entdeckt. Rudolf Hermann eröffnete um 1880 eine Eisengießerei. Dort, wo die heutige Prager Straße die Eisenbahn überquert, stand bis 1883 eine Windmühle. Der Dorfgasthof „Deutsches Haus“ erhielt 1884 einen Saalanbau. 1885 hatte Stötteritz 4985 Einwohner in 1131 Haushalten. Ein großer Teil der Felder des oberen Gutes wurde nach 1885 an die Leipziger Immobiliengesellschaft verkauft. Auch Teile des unteren Gutes wurden verkauft. Seit 1887 hat Stötteritz eine Pfarrkirche mit eigenem Pfarrer. In der Folge wurde das Pfarrhaus auf dem alten Friedhof gebaut. Der Gemeinderat sorgte seit Ende der 1880er Jahre für eine Verbesserung des Straßenwesens, führte die Ortsbeschleusung durch, versorgte den Ort von Leipzig her mit Gas und Wasser, richtete eine Straßenbeleuchtung ein und bemühte sich um die Einrichtung einer Postanstalt, einer Güterlade- und Personenhaltestelle der Staatseisenbahn sowie die Errichtung einer Apotheke im Ort. Die Leipziger Immobilien-Gesellschaft schloss Teile ihres Areals mit neu errichteten Straßen dem politischen Gemeindebezirk Stötteritz an. Auf dem so gewonnenen, sehr regelmäßig und geradlinig trassierten Bauland zwischen Schule und Verbindungsbahn bzw. Leipziger (heute Papiermühl-) und Haupt- (heute Holzhäuser-Straße) entstanden neue Wohnhäuser. Auch im alten Ortskern setzte eine rege Bautätigkeit ein, der ältere Gebäude weichen mussten. Um 1890 wurden die heutige Weiße-, Rudolf-Herrmann- und die Schönbachstraße angelegt.

Stötteritz auf einem Plan von 1890

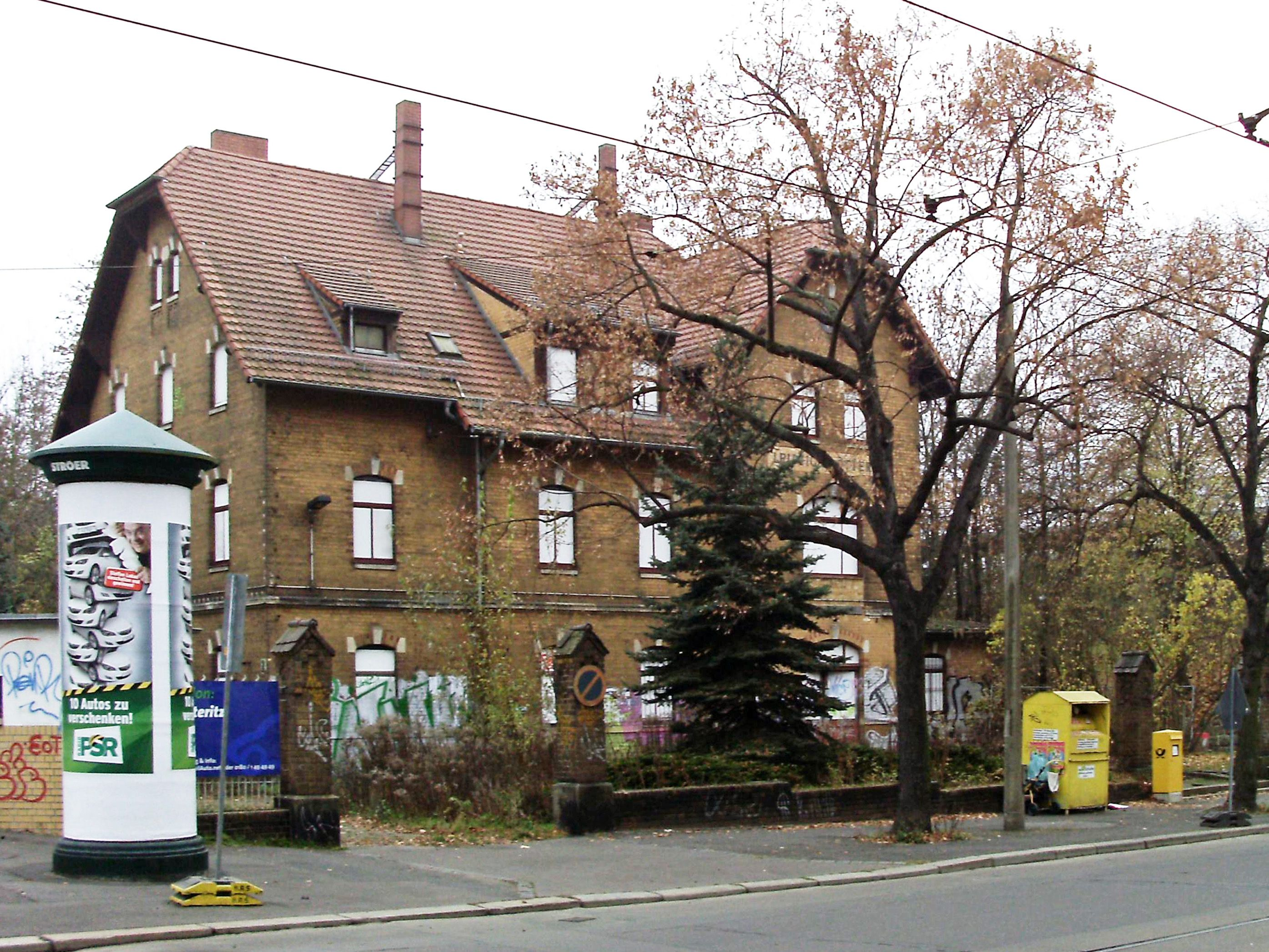
Ehemaliges Empfangsgebäude des Bahnhofes

1890 zählte das Dorf 5924 Einwohner und hatte 13 Straßen. Die Volksbücherei wurde gegründet, die Kleinkinderbewahranstalt befand sich in dieser Zeit in der Sommerfelder Straße 29. Der Stötteritzer Bahnhof wurde 1891 eingerichtet. Durch den Auf- und Ausbau der Bahnstrecke wurde Stötteritz industrieller Vorort. In der Folge entstanden in dem Teil von Stötteritz, der unterhalb der heutigen Holzhäuser Straße liegt, die jetzt noch erkennbare Zusammensetzung von Geschäften, kleineren und größeren Betrieben und Wohnhäusern. 1894 hatte Stötteritz 6600 Einwohner, eine Gemeindesparkasse wurde eröffnet. Der Arbeiterverein veranstaltete am 27. Mai 1894 im Brauereigarten zu Stötteritz ein Sängerfest, bei dem 10.000 Besucher gezählt werden. Die heutige Ferdinand-Jost-Straße wurde um 1895 bis zur Ecke Lange Reihe angelegt. Außerdem entstanden damals Teile der heutigen Wasserturm-, Eichstädt-, Arnold-, Ludolf-Colditz- und der Naunhofer Straße. An der Papiermühlstraße setzte im westlichen Abschnitt eine rege Bautätigkeit ein. 1895 hieß es über Stötteritz, es „…hat Post, Telegraph, Sparkasse; Eisengießerei, Brauerei, Ziegelei, Cigarrenfabrikation, Gärtnereien und in der Nähe die Leipziger Irrenheil- und Pflegeanstalt.“ Die von Wilhelm Schimmel 1885 gegründete Flügel- und Pianofabrik zog nach Stötteritz. 1897 erfolgte der Abbruch der alten Schule an der heutigen Rudolf-Herrmann-Straße. Stötteritz wurde 1898 an das elektrische Straßenbahnnetz angeschlossen. 1899 wurde die einfache Volksschule in eine mittlere Volksschule umgewandelt.

### 20. Jahrhundert

Stötteritz auf einem Plan von 1897

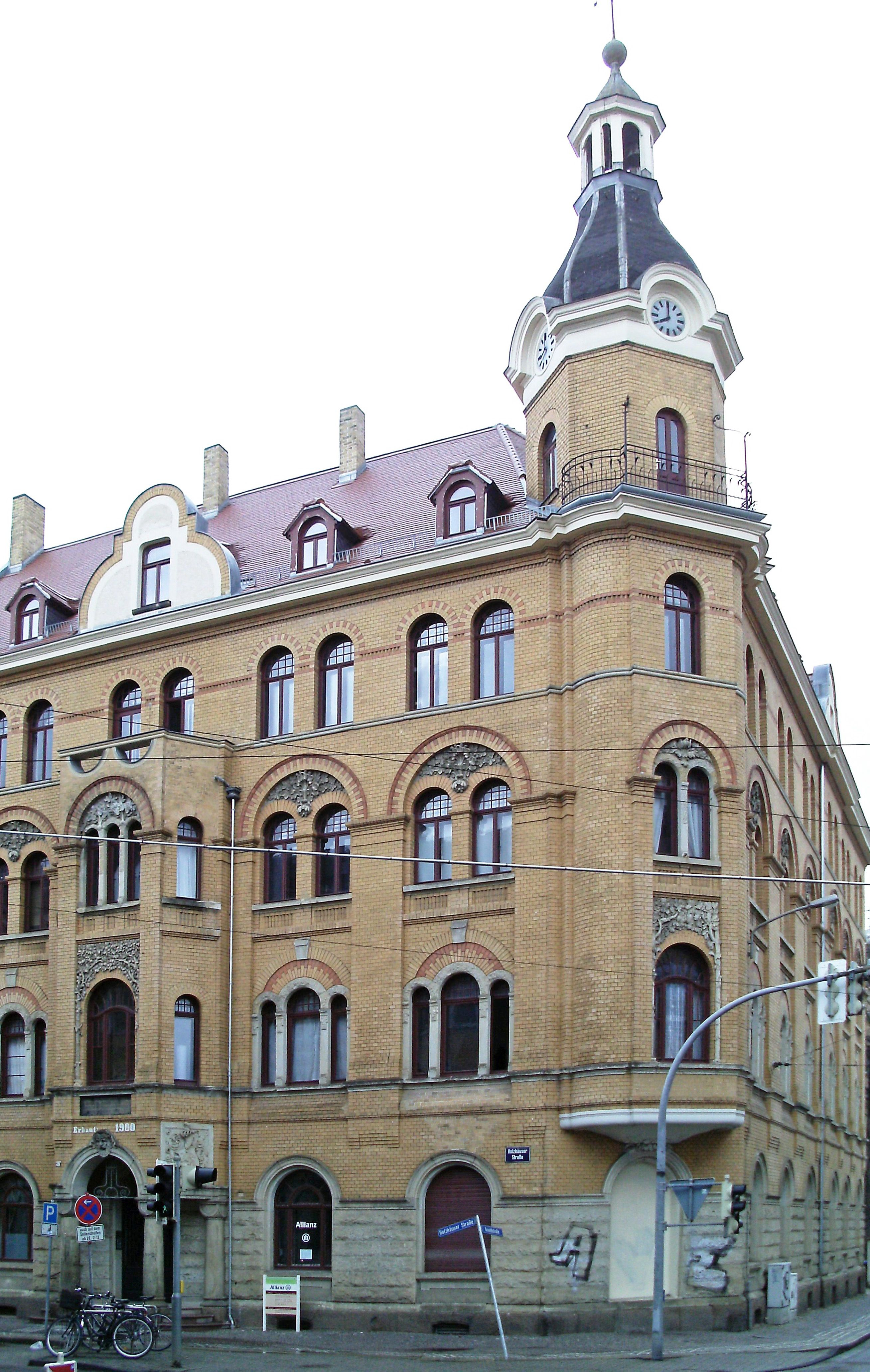
Ehemaliges Rathaus (2012)

1900 wurde das Stötteritzer Rathaus (Holzhäuser Straße 65) eingeweiht. Der Ort zählte 9.067 Einwohner und hatte 294 ha Flur. Gegenüber dem Rathaus eröffnete Franz Windscheid mit dem Hermann-Haus die erste Unfallnervenklinik in Deutschland. 1902 gab es im Ort 2.420 Wohnungen, von denen 178 leerstanden. Der letzte Besitzer des Guts oberen Teils, Baumeyer, verkaufte es an die von Ludolf Colditz geleitete Leipziger Immobiliengesellschaft, eine Tochter der Allgemeinen Deutschen Credit-Anstalt. Diese ließ das Gut abreißen und auf seinen Feldern nach einem neuen Bebauungsplan im Südwesten des Gemeindegebiets (zwischen der heutigen Prager, Naunhofer und Ludolf-Colditz-Straße) die Villenkolonie Marienhöhe errichten. Am 1. Oktober 1903 wurde die von der Immobiliengesellschaft gestiftete Gletschersteinpyramide auf dem Ludolf-Colditz-Platz (heute: Gustav-Schwabe-Platz) auf dem Grund der früheren Simonschen Windmühle eingeweiht, vgl. unten.
Eine höhere Bürgerschule wurde 1903 gegründet. Auf der Marienhöhe wurde ein Schulgebäude mit Turnhalle sowie öffentlichem und Schulbad errichtet. Nach der Jahrhundertwende kaufte die Gemeinde das umfangreiche Gelände des Schwarzackers und weiteres bebaubares Areal an der Leipziger Straße, um der Industrie zu günstigen Bedingungen Bauland zur Verfügung stellen zu können. Außerdem entstand an der Marienhöhe, zunächst an der Naunhofer Straße, ein völlig neues Wohngebiet aus hochwertigen Wohnhäusern und Villen. Zur Verbesserung der Verkehrsverhältnisse wurden Straßenneuanlagen, -verbreiterungen und -durchbrüche ausgeführt, wozu die Gemeinde viele Grundstücke, so die alte Schmiede und die Tragkorbgemeinde, aufkaufen musste. Die Bahnüberführung an der Leipziger Straße wurde nach einer entsprechenden Verbreiterung der Fahrstraße und der Fußwege durch eine Brücke ersetzt. Das Stationsgebäude wurde errichtet.
Das „Ortsgesetz für die Bebauung des Landes der Leipziger Immobiliengesellschaft und der Allgemeinen Deutschen Credit-Anstalt“ legte 1904 Bebauungszonen zwischen Wasserwerk, Ludolf-Colditz-, Pösnaer, Kolm-, Naunhofer Straße, Weber-Platz und Prager Straße fest. Auf dem Friedhof wurde eine Kapelle errichtet. In der Arnoldstraße 19 wurde die Spar- und Darlehnsbank für Stötteritz und Umgegend E.G.m.b.H. gegründet. Um 1905 waren zwischen heutiger Sommerfelder, Holzhäuser, Papiermühl-, Lochmann- und Baumeyerstraße alle Straßen angelegt (Ausnahme: Glafeystraße) und zu ca. zwei Dritteln bebaut. Außerdem wurden der heutige Ambrosius-Barth-Platz (mit Schulneubau), der Gustav-Schwabe- und der Gregory-Platz als Schmuckplätze angelegt. Im Gebiet der Ludolf-Colditz- und der Naunhofer Straße entstanden die ersten Villen. An der Schwarzacker- und Melscher Straße wurden erste Häuser gebaut.

Stötteritz auf einem Plan von 1905

1905 zählte Stötteritz 13.221 Einwohner und hatte 37 Straßen. Die Kirche erhielt 1906 den Namen Marienkirche. 1907 hatte Stötteritz 42 Straßen. Es begann eine dritte Bauphase, zu der die Neubebauung des Gutes oberen Teils gehörte. Um 1907 wurde auch die heutige Baalsdorfer Straße angelegt. Die Tragkorbgemeinde, ein Elendsviertel mit vielen engen Häusern zwischen Langer Reihe, Oberdorfstraße und der damaligen Seitengasse, das Rittergut oberen Teils (Lange Reihe 11) mit Herrenhaus und alter Schmiede wurden 1908 abgebrochen. Die Kirche erhielt im gleichen Jahr neue Glocken, auf dem Friedhof wurde ein Verwalterhaus gebaut. 1909 wurde das Stötteritzer Ortsbaugesetz erlassen. Sommerfelder, Baumeyer- und Lochmannstraße wurden endgültig angelegt. Die bauliche Verdichtung der Quartiere zwischen Holzhäuser und Papiermühlstraße erfolgte um 1910, gleichzeitig begann die Bebauung der heutigen Gletschersteinstraße, Kommandant-Prendel-Allee und der Wasserturmstraße. Am 1. Januar 1910 wurde Stötteritz, größte Landgemeinde und 17.größter Ort Sachsens, ohne Rittergut oberen/unteren Teils nach Leipzig eingemeindet.
1904 hatte der Ansichtskartenverlag Dr. Trenkler & Co. seinen Sitz aus der Reudnitzer Dorotheenstraße 7/9 in die Eichstädtstraße 11 in Stötteritz verlegt. Er stand damit im Wettbewerb mit dem um 1909 gegründeten, ebenfalls in Stötteritz ansässigen Ansichtskartenverlag Trinks & Co. mit ähnlichem Verlagsprogramm.
1910 schlug Stötteritz angesichts des Baus des Leipziger Hauptbahnhofs die Verlegung eines Industriegleises von Stötteritz nach Probstheida vor, um Industrieansiedlungen im östlichen Leipziger Raum zu fördern. Der Vorschlag wurde abgelehnt. Am 1. Juli 1912 erfolgte die Vereinigung des selbständigen Gutsbezirks Vorwerk Meusdorf mit dem selbständigen Gutsbezirk Stötteritz. Die Leipziger Allgemeine Kraftomnibus AG eröffnete 1913 die Linie 2 (Schleußig-Stötteritz). 1914 verkehrten die Linien 6 und 7 der Leipziger Elektrischen Straßenbahn nach Stötteritz.

Stötteritz auf einem Plan von 1913

Regierungsbaumeister Hans Blüthgen beschrieb Stötteritz 1919 wie folgt: „Große Fabriken sind entstanden, ein Bahnhof ist gebaut worden, und die zwei- bis dreigeschossigen Mietshäuser sind wie Pilze aus der Erde gewachsen. Das niedliche barocke Dorfkirchlein steht jetzt auf dem Platze von modernen Wohnhäusern umringt. Nur noch einen Gefährten hat es da am Kirchplatze, das ehrwürdige Herrenhaus (unteren Teils) des großen Stadtgutes, das trotz der größten Einfachheit Respekt einflößt.“ Um 1922 entstanden die Kleingartenanlagen zwischen der heutigen Kolm- und Holzhäuser Straße. Kolmsiedlung und Siedlung Egon-Erwin-Kisch-Weg wurden um 1924 gebaut. Die beiden Siedlungen gehören zu den wenigen Beispielen kommunaler Wohnungsbauten mit Einfamilienhauscharakter in Leipzig in jener Zeit. Die Häuser sind inzwischen privatisiert. Am 1. April 1925 wurde das Gut Stötteritz unteren Teils in die Stadt einverleibt, deren Fläche sich dadurch um 122,7 ha erweiterte. Das Südost-Bad an der verlängerten Oststraße wurde am 10. Mai 1925 eröffnet. Das Gelände von 60.000 m² umfasste ein Schwimm-, Luft- und Sonnenbad, einen großen Turn- und Fußballplatz, ein Stadion und ein Vereinshaus. Das Schwimmbecken war mit einer Länge von 50 m und einer Breite von 22 m das damals größte in Sachsen. Um 1927 wurde die Kleingartenanlage an der Seifertshainer Straße (heute Pommernstraße) eingeweiht. Aus dem Dorfgasthof „Deutsches Haus“ entstand 1928 das Palast-Filmtheater. In den nächsten Jahren bis 1931 erfolgte die Bebauung der Schönbachstraße südlich der Holzhäuser Straße. Eine rege Bautätigkeit im Gebiet Gletscherstein-, Thiemstraße und Kommandant-Prendel-Allee war um 1930 zu verzeichnen.
Es erfolgten Lückenschließungen im oberen Bereich der Eichstädtstraße. Die Bebauung der Holzhäuser Straße westlich der Schönbachstraße begann. 1932/33 wurde die Kleinsiedlung Stötteritz gebaut, um 1936 begann die Erschließung und Bebauung am Sonnenwinkel. Bei einem Bombenangriff am 20. Oktober 1943 wurde die Marienkirche – als erste Kirche Sachsens – beschädigt. Der Friedhof wurde verwüstet und das Verwalterhaus zerstört. Auch in der Holzhäuser Straße wurden mehrere Gebäude von den Bomben getroffen.

Stötteritz auf einem Plan von 1944

Der Rat der Stadt beschloss im August 1945 die Einteilung der Stadt in 8 Verwaltungsbezirke und 40 Distrikte. Der Distrikt Stötteritz (9) gehörte zum Verwaltungsbezirk Südost (4). Ab 1. Dezember 1945 verkehrte die Buslinie H zwischen Stötteritz und Holzhausen (Mitte der 1990er Jahre in Linie 74 umbenannt) Die Kirche wurde ab Trinitatis 1946 wieder benutzt. Das Palast-Filmtheater gelangte 1948 in den Besitz der städtischen Filmtheater. Die Gebäude des Gutshofes unteren Teils vermietete die Stadt 1950–1991 an Industriebetriebe, zuletzt an den VEB Geräte- und Reglerwerk Teltow, der es als Lager nutzte. Das Herrenhaus wurde unter Denkmalschutz gestellt, Maßnahmen zu dessen Erhaltung unterblieben jedoch, so dass es wie die anderen Gebäude des Gutshofes verfiel. Im Juni 1950 beschlossen die Stadtverordneten die Auflösung der acht Verwaltungsbezirke, an deren Stelle ein Hauptverwaltungsamt und 33 Verwaltungsbezirke mit Distrikten traten. Stötteritz gehörte zum Verwaltungsbezirk 41. Die Stadtverordnetenversammlung beschloss am 16. August 1952 eine neue Verwaltungsstruktur für die Stadt. Leipzig wurde nun in 14 Stadtbezirke mit eigenen Räten gegliedert. Zum Stadtbezirk IV gehörten Stötteritz, Südfriedhof, Probstheida und Meusdorf. Im Juli 1957 wurde die Struktur der Verwaltung erneut verändert. Es entstanden sieben nach Ziffern oder Dominanten benannte Stadtbezirke. Reudnitz, Anger, Crottendorf, Stötteritz, Südfriedhof, Probstheida und Meusdorf bildeten nunmehr den Stadtbezirk Südost.
1959–1961 entstand der Wohnkomplex Stötteritz mit 540 Wohnungen. In Stötteritz wurden 1959–1963 südlich der Holzhäuser Straße 790 Wohneinheiten in 23 Blöcken gebaut. 1969 erfolgte die Übergabe der Volksschwimmhalle in der Kommandant-Prendel-Allee. Die Marienkirche wurde im gleichen Jahr rekonstruiert. Der Bahnhof Leipzig-Stötteritz ist ab 15. Juli 1969 Haltepunkt der S-Bahn. An der Kommandant-Prendel-Allee wurde um 1973 die Franz-Mehring-Schule nebst Turnhalle errichtet. Im März 1973 wurde in der Gletschersteinstraße die Neubauschule III (später 30. Polytechnische Oberschule) eröffnet. Die Industriegebäude an der Straßenbahnendhaltestelle gegenüber der Siedlung Sonnenwinkel wurden um 1975 errichtet. Die Wasserburg am Nordrand des alten Ortskerns im östlichen Bereich des Gutes wurde am 25. Februar 1975 unter Bodendenkmalschutz gestellt. Der ehemalige Gutsteich wurde im Mai desselben Jahres zu einem Fischteich umgestaltet. Der Bildhauer Günter Huniat betrieb ab dem 20. August 1980 die Freiluftgalerie Stötteritz. Um 1985 entstanden die Industriebauten an der Holzhäuser Straße 120–126. Dennoch verfiel auch in Stötteritz die alte Bausubstanz zunehmend. Nach der friedlichen Revolution fanden umfangreiche Sanierungsarbeiten an der historischen Bausubstanz statt, und bereits nach kurzer Zeit erstrahlte das Stötteritzer Gründerzeitviertel in altem Glanz.
Mit der Bestätigung der neuen Gebietsgliederung der Stadt durch die Stadtverordnetenversammlung am 18. März 1992 gehörte Stötteritz als Ortsteil 31 zum Stadtbezirk Südost. Der Ort hatte 13.918 Einwohner, es existierten 7.602 Wohnungen und 1.308 Wohngebäude. Am 1. Juli 1992 wurde der Bürgerverein Stötteritz gegründet.
Seit dem Übergang ins 21. Jahrhundert werden ältere Fabrik- und Manufakturgebäude sowie deren Hinterhäuser und -höfe vermehrt zu Loftwohnungen umgestaltet. Seit 2015 verstärkt sich auch der Zuzug nach Stötteritz. Besonders das grüne Umfeld und die gute Anbindung an den öffentlichen Personennahverkehr sind bei Familien beliebt.

## Bevölkerung
| Jahr | Einwohner |
| ---- | --------- |
| 2000 | 12.210    |
| 2005 | 13.600    |
| 2010 | 14.278    |
| 2015 | 16.197    |
| 2020 | 17.744    |
| 2024 | 18.249    |

Stand: 31.12. des jeweiligen Jahres

## Politik
Bei den Wahlen zum Sächsischen Landtag gehört Stötteritz zum Wahlkreis Leipzig 2, bei Bundestagswahlen zum Bundestagswahlkreis Leipzig II (Wahlkreis 153).
Die Bundestagswahl 2021 führte bei einer Wahlbeteiligung von 78,4 % zu folgendem Zweitstimmenergebnis:

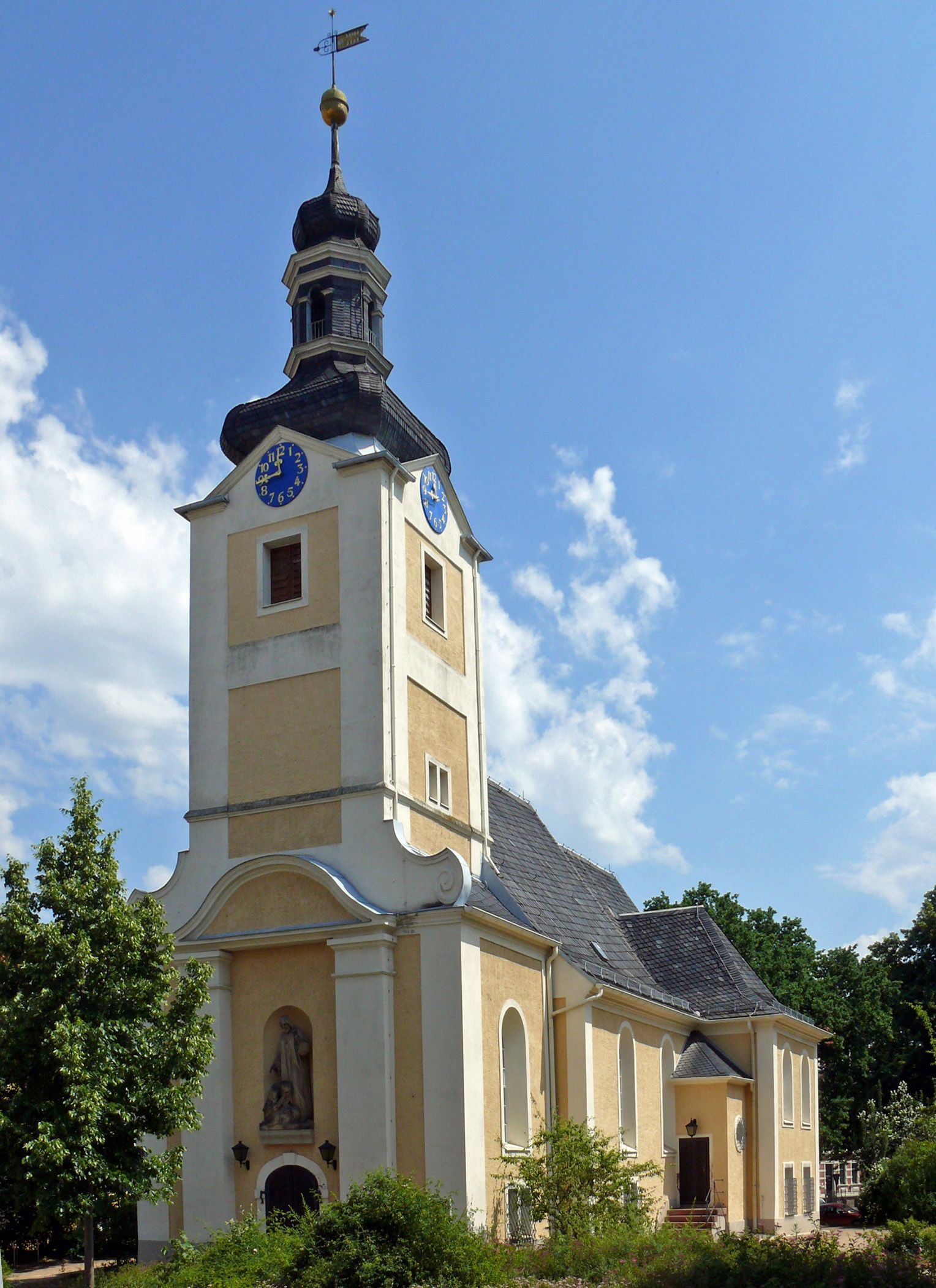
Marienkirche (2008)

| Partei                | Stötteritz | Stadt Leipzig |
| --------------------- | ---------- | ------------- |
| SPD                   | 20,6 %     | 20,9 %        |
| Bündnis 90/Die Grünen | 20,2 %     | 18,5 %        |
| CDU                   | 13,8 %     | 14,0 %        |
| Die Linke             | 12,3 %     | 13,7 %        |
| FDP                   | 11,2 %     | 10,1 %        |
| AfD                   | 10,7 %     | 13,3 %        |
| Sonstige              | 11,2 %     | 09,5 %        |

## Sehenswürdigkeiten

### Marienkirche
Im Zentrum der alten Ortslage wurde unweit des Gutes unteren Teils nach dem Abbruch einer alten baufälligen Messkapelle an gleicher Stelle in den Jahren 1702/03 eine einschiffige Saalkirche errichtet, die seit 1906 den Namen Marienkirche trägt. Sie ist die einzige Barockkirche im Stadtgebiet von Leipzig. Die Marienkirche wurde wiederholt restauriert, zuletzt in den Jahren 1986 und 1995. Ein besonderes Kleinod im Innenraum stellt das um 1480 entstandene Altarbild in Form eines Triptychons dar, das von neueren Veröffentlichungen dem fränkischen Maler Wilhelm Pleydenwurff zugeschrieben wird.

### Gletschersteinpyramide

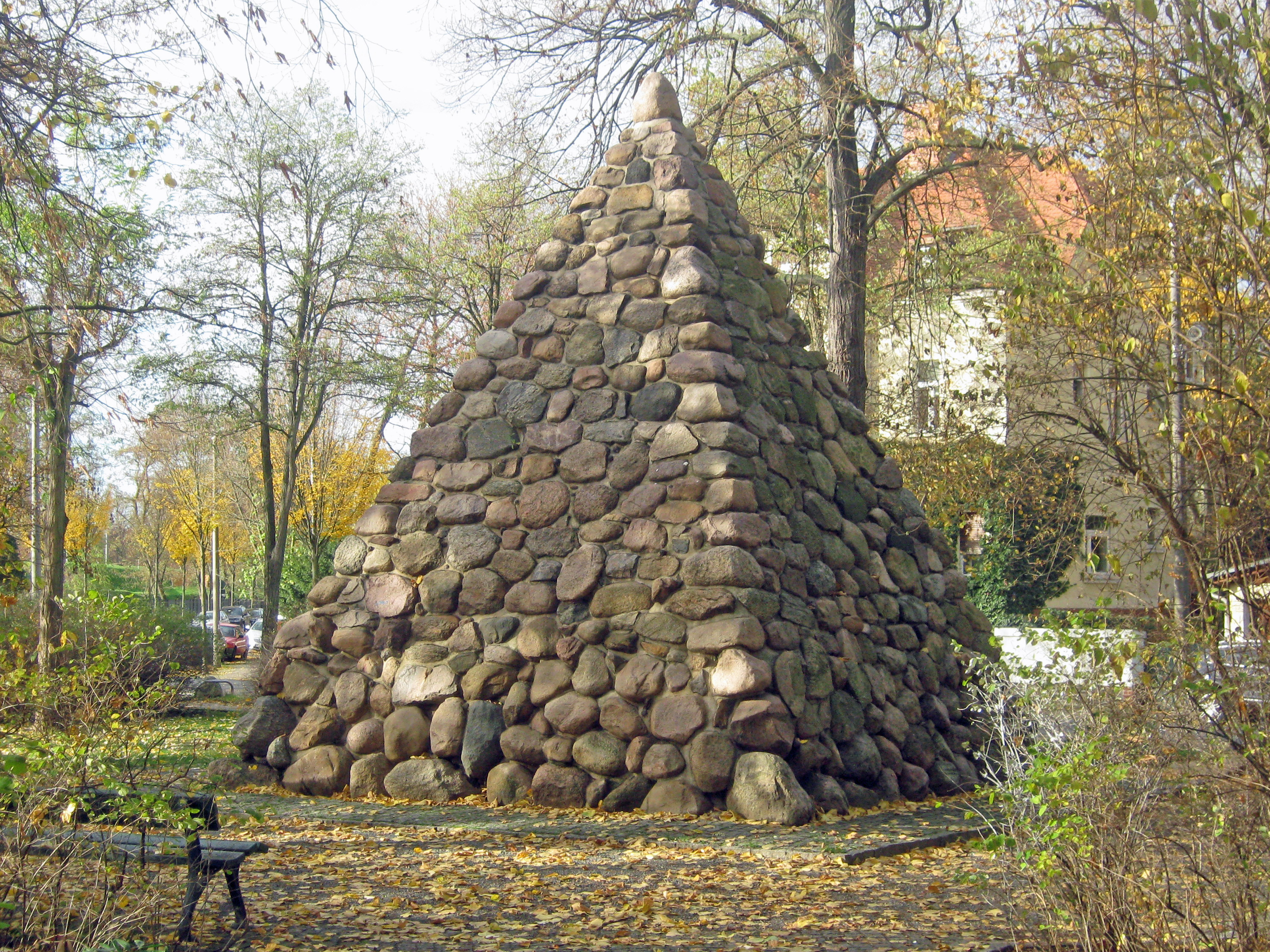
Gletschersteinpyramide (2018)

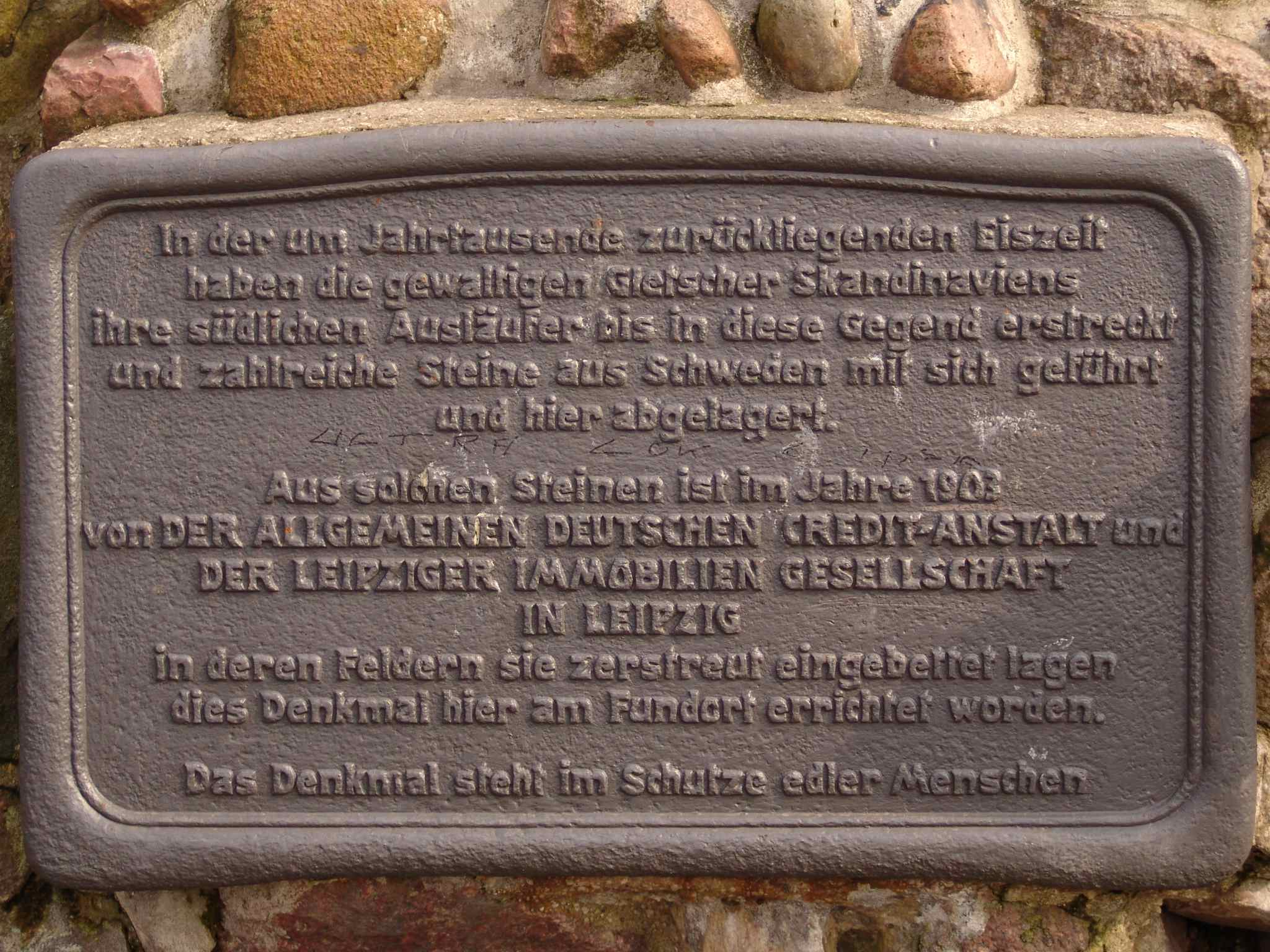
Inschrift an der Gletschersteinpyramide (2005)

Am 1. Oktober 1903 wurde die auf dem heutigen Gustav-Schwabe-Platz, etwa 200 Meter vom Völkerschlachtdenkmal entfernt stehende Gletschersteinpyramide auf dem Grund der früheren Simonschen Windmühle eingeweiht. Sie ist 6 Meter hoch, hat eine Grundfläche von 5,4 mal 5,4 Metern und besteht aus 700 Gletschersteinen. Ab 1998 erforschte ein multidisziplinäres Team das Objekt. Im Jahre 2003 erfolgte eine grundlegende Sanierung. Die an der Westseite der Pyramide angebrachte Tafel aus Gusseisen trägt folgende Inschrift:
| „In der um Jahrtausende zurückliegenden Eiszeit haben die gewaltigen Gletscher Skandinaviens ihre südlichen Ausläufer bis in diese Gegend erstreckt und zahlreiche Steine aus Schweden mit sich geführt und hier abgelagert. Aus solchen Steinen ist im Jahre 1903 von der ALLGEMEINEN DEUTSCHEN CREDITANSTALT und DER LEIPZIGER IMMOBILIEN GESELLSCHAFT IN LEIPZIG in deren Felder sie zerstreut eingebettet lagen dies Denkmal hier am Fundort errichtet worden. Das Denkmal steht im Schutze edler Menschen.“ |

Diese geologische Sinnzuschreibung der Inschrift wird als in der norddeutschen Denkmallandschaft einzigartig beschrieben, da andere aus Findlingen zusammengesetzte Denkmäler dieser Epoche im Regelfall als Medien für personenbezogene, religiöse oder völkisch-ideologische Botschaften dienten.
Die Idee zur Errichtung der Pyramide stammt von dem Theologen Caspar René Gregory, der ab 1875 an der Universität Leipzig lehrte. Dieser fand in der Umgebung seines Wohnhauses Gletschersteine und gab die Anregung, diese zu einer Pyramide zusammenzusetzen. Die für die Pyramide verwendeten Steine stammen aus Baugrundstücken der Leipziger Immobiliengesellschaft (LIG) und einer nahe gelegenen Sandgrube in Stötteritz. Stifter der Pyramide waren die einst von Gustav Harkort gegründete Allgemeine Deutsche Credit-Anstalt (ADCA) sowie deren Tochtergesellschaft, die Leipziger Immobiliengesellschaft, deren Präsident Ludolf Colditz war.
Die Pyramide wurde im Jahr 2000 durch Klaus Bente (Professor für Mineralogie/Kristallographie an der Universität Leipzig) mit Mitteln des Regierungspräsidiums Leipzig restauriert. Durch die hiermit verbundenen Forschungen sowie die Inschrift ist als Motiv für den Bau der Pyramide anzunehmen, dass es sich um eine Illustration der sogenannten Theorie der Inlandvereisung des Leipziger Geowissenschaftlers Carl Friedrich Naumann und des Schweizer Geologen Charles Adolphe Morlot handelt. Damit wäre die Pyramide ein früher Vorläufer der heute weit verbreiteten Findlingsgärten. Zudem wird auf die Mitgliedschaft von Ludolf Colditz in der Freimaurerloge Balduin zur Linde sowie die Pyramidenform und den Inschriftentext hingewiesen, was für einen Bezug zur Freimaurerei spricht.

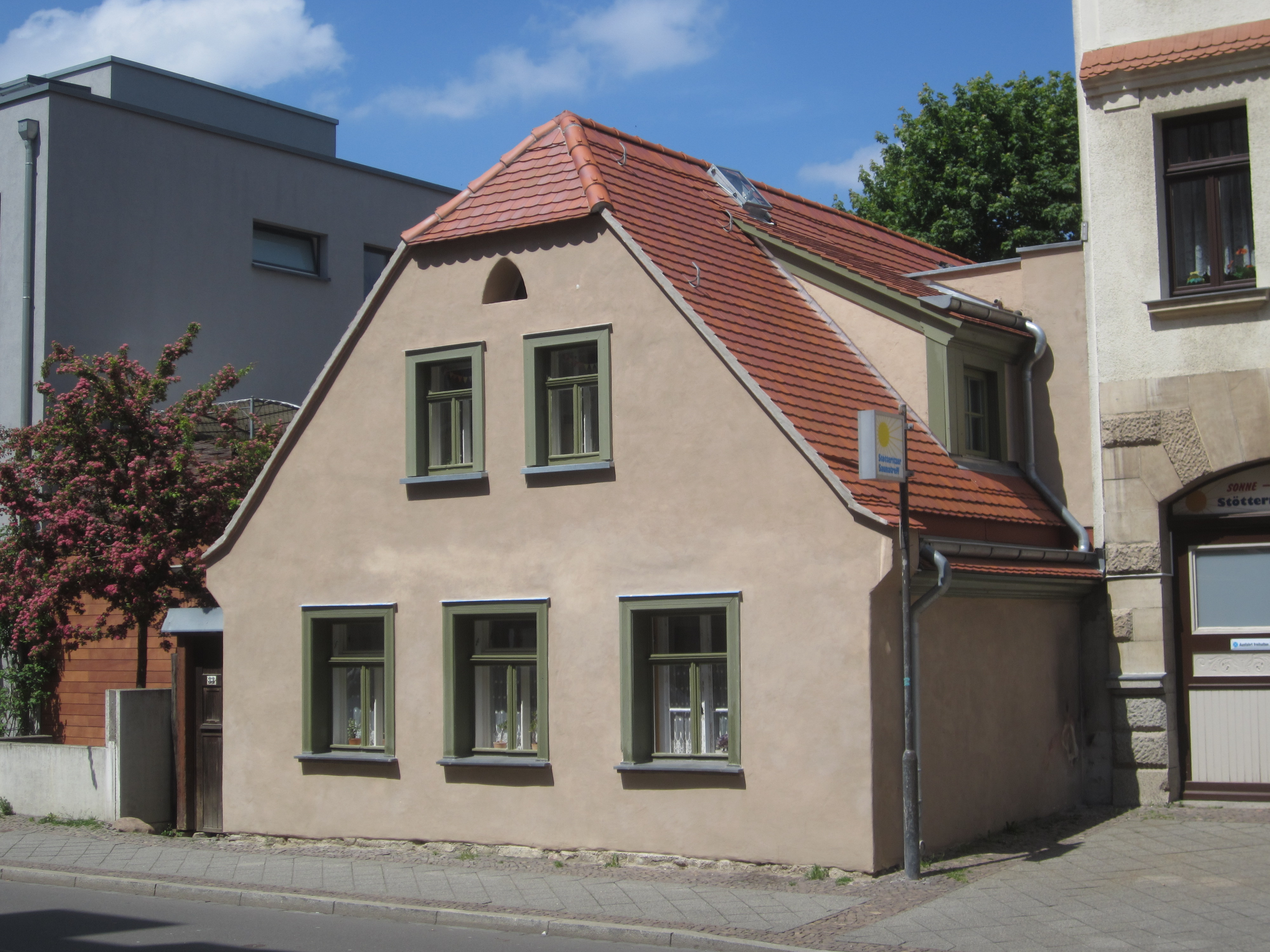
Oberdorfstraße 33 erbaut 1860 (2019)
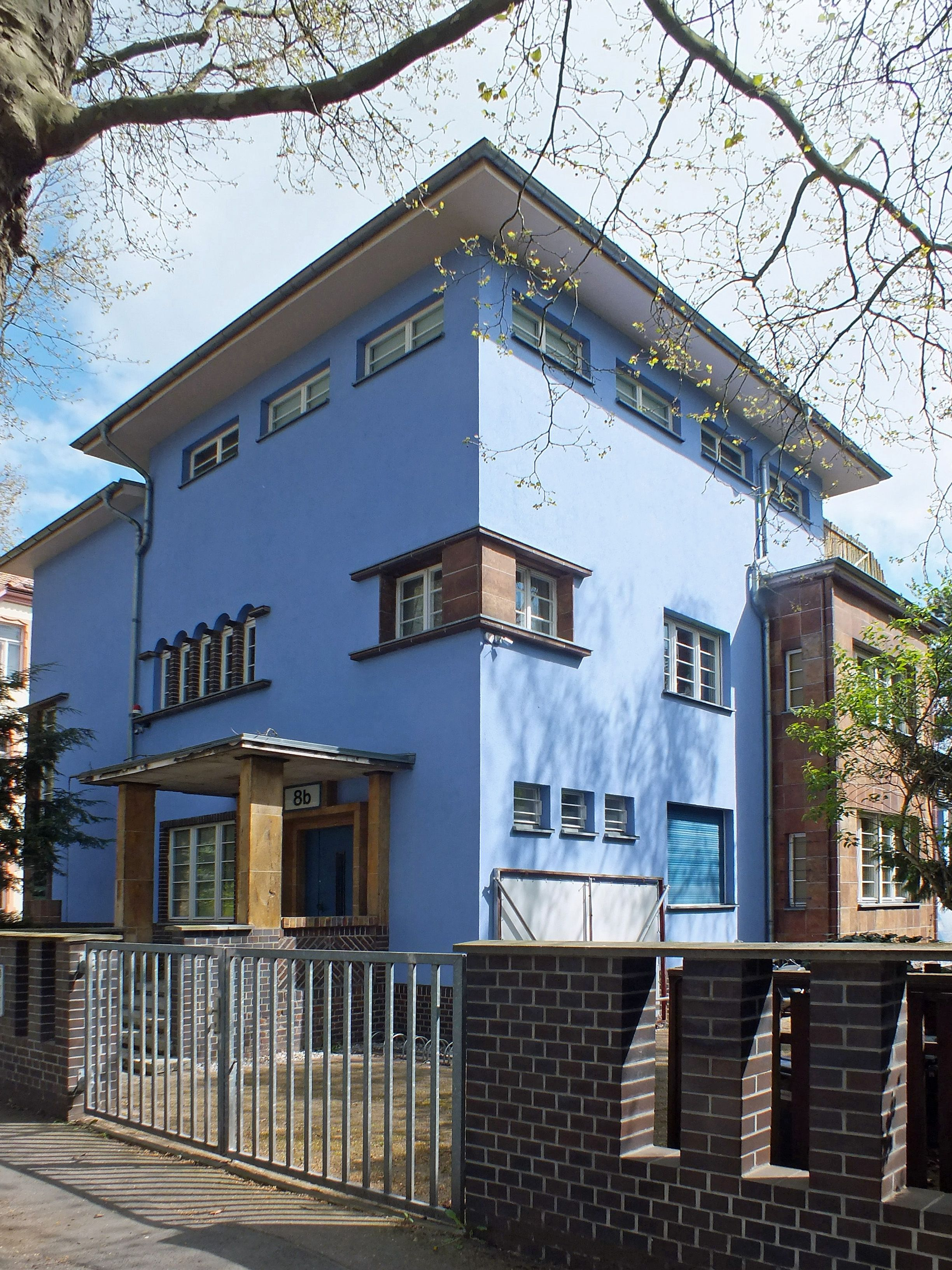
Marienbrunner Str. 8b erbaut 1927 (2017)
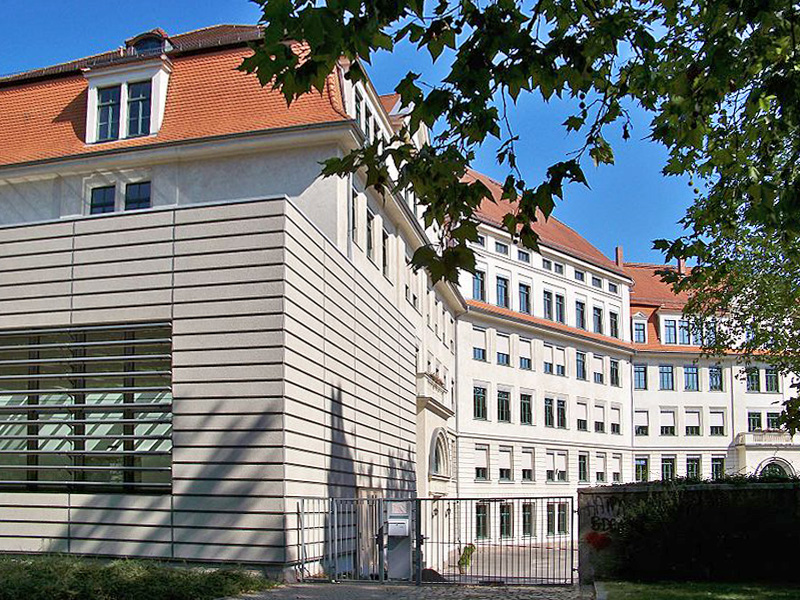
Neue Nikolaischule erbaut 1916 (2009)
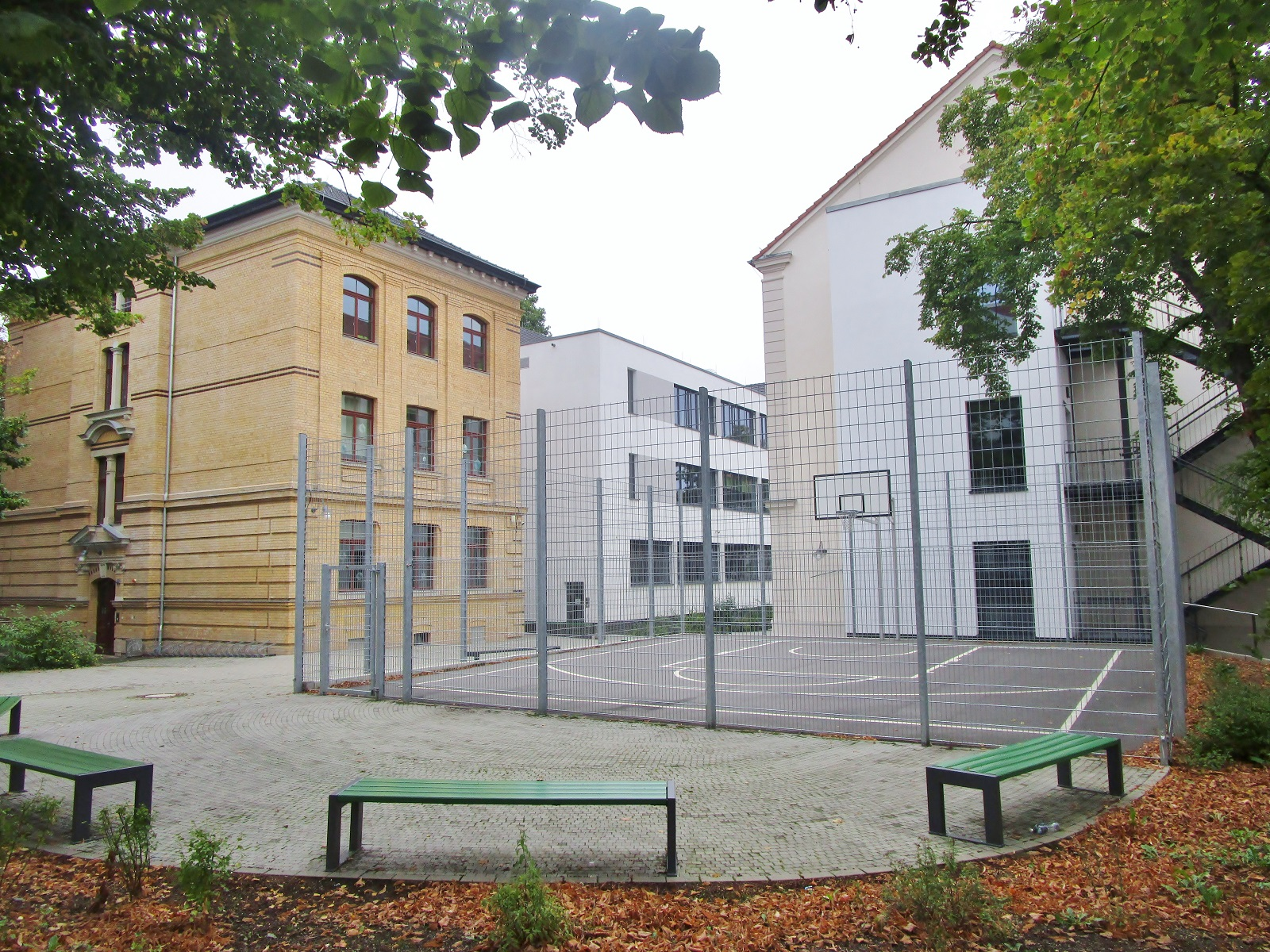
Schule Weißeplatz – Oberschule (2022)
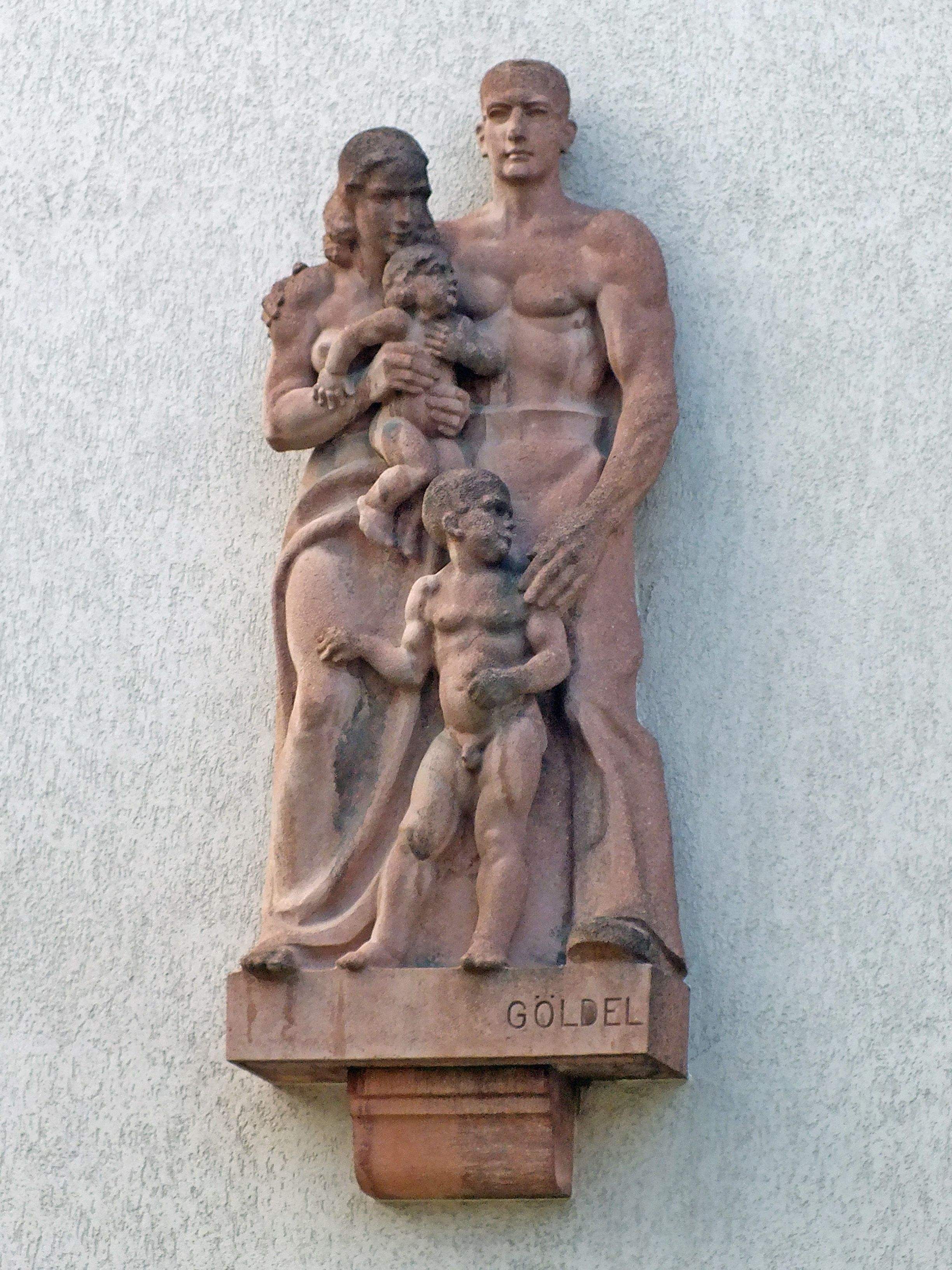
Hausschmuck von 1938  Naunhofer Straße 18 (2017)
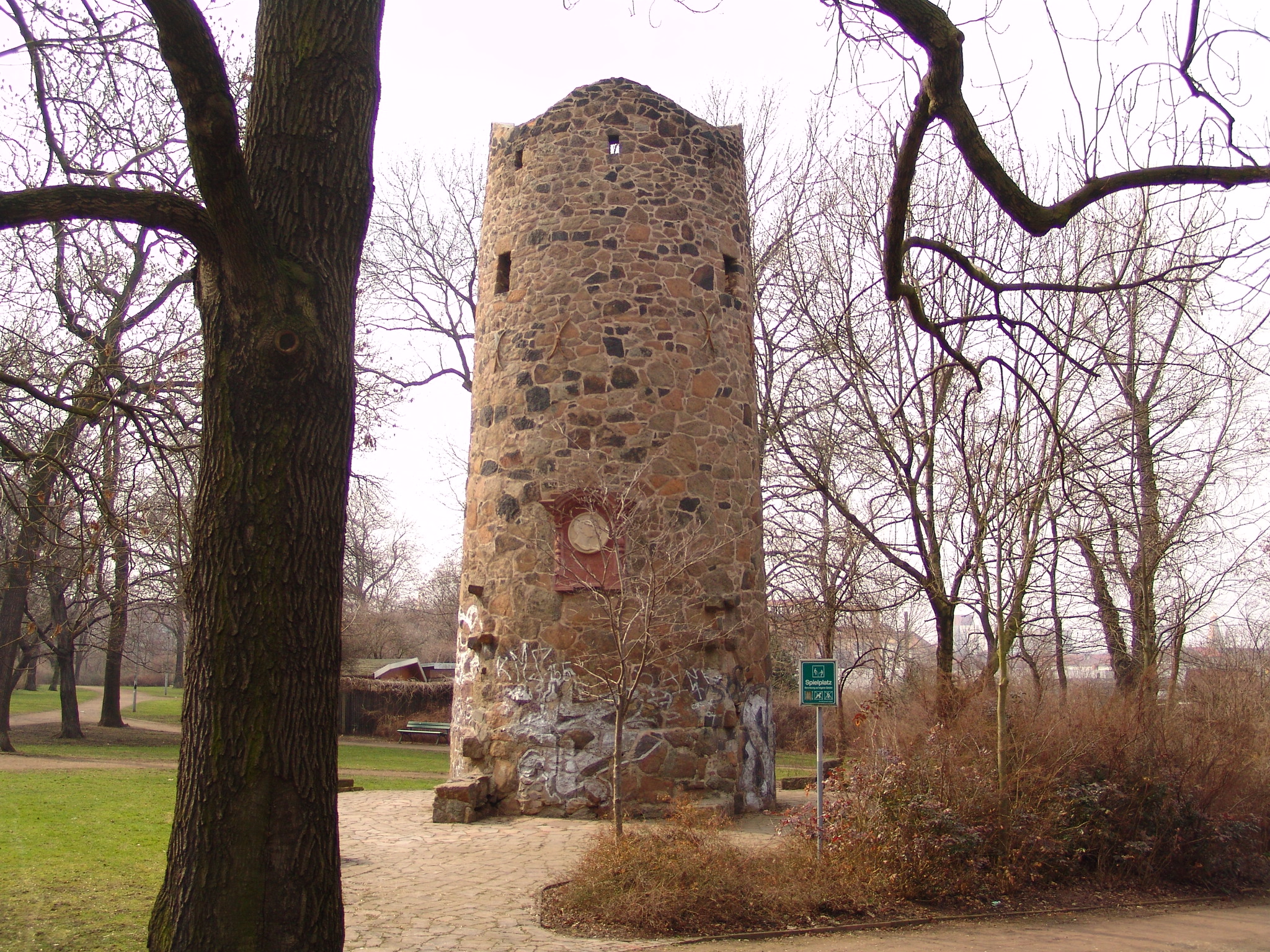
Ehemaliger Wasserturm von 1885 im Güntz-Park (2005)
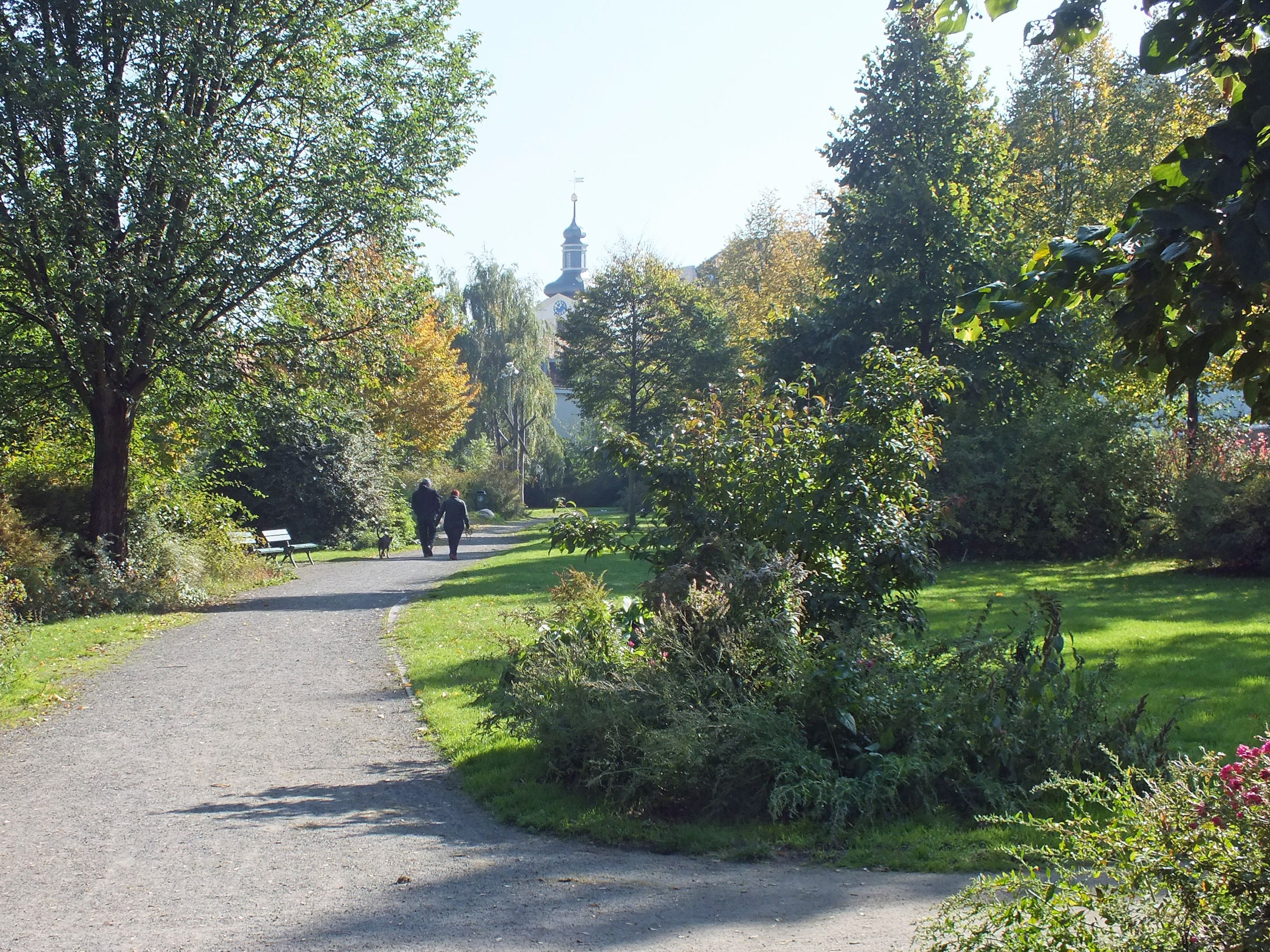
Parkanlage Hopfengarten (2015)
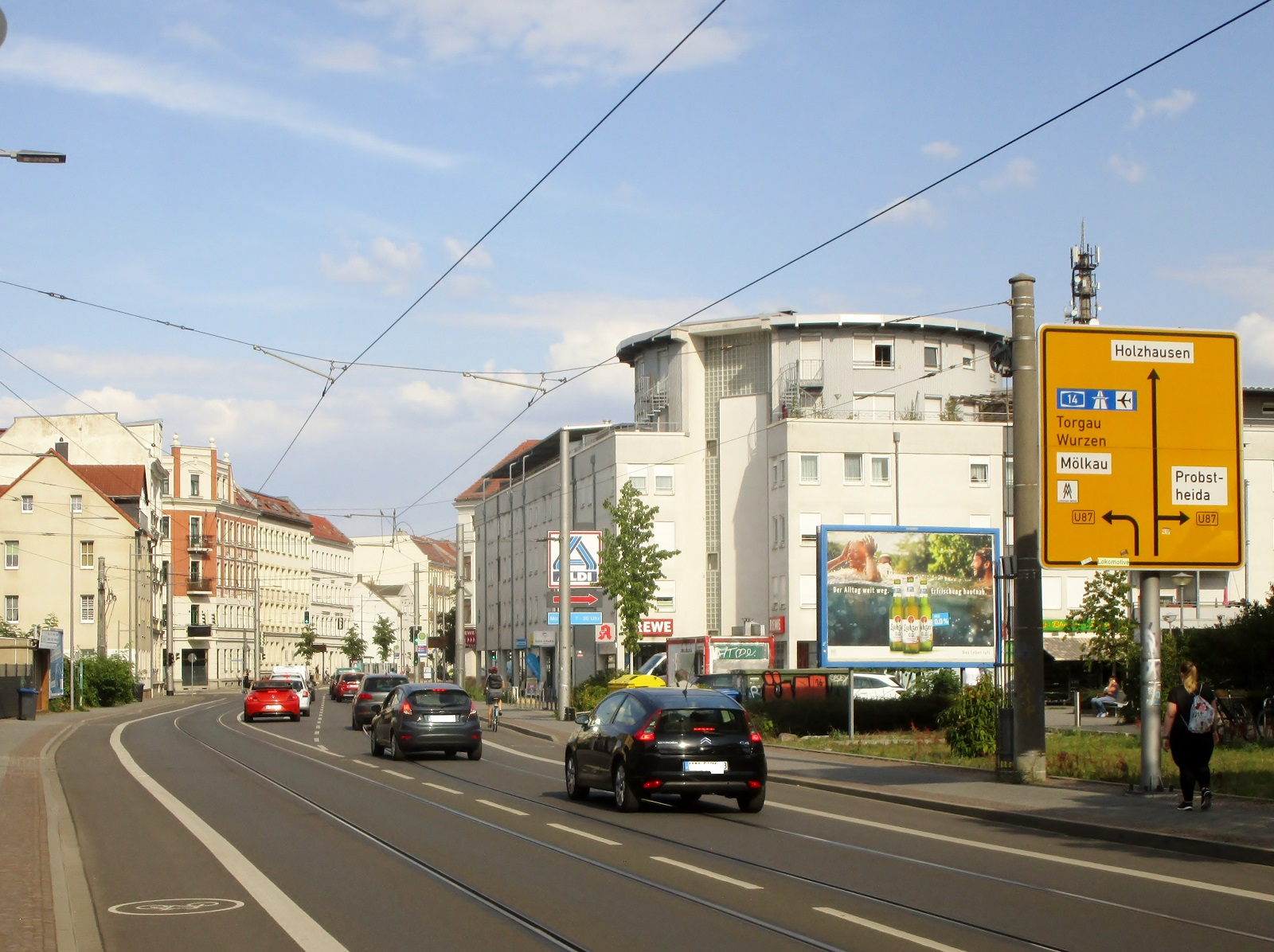
Holzhäuser Straße (2022)

## Infrastruktur

### Schulen
- Franz-Mehring-Schule (Grundschule), Gletschersteinstraße 9[7]
- Schule am Weißeplatz (Oberschule), Ferdinand-Jost-Straße 33[8]
- Neue Nikolaischule (Gymnasium), Schönbachstraße 17[9]

### Sport
- SSV Stötteritz
- ATV Leipzig

## Persönlichkeiten

### Söhne des Ortes
- Eucharius Gottlieb Rink (1670–1745), Heraldiker und Jurist
- Carl Gottlieb Röder (1812–1883), Druckereiunternehmer
- Franz Hofmann (1852–1903), Politiker (SPD), Reichstags- und Landtagsabgeordneter
- Arthur Hofmann (1863–1944), Politiker (SPD)
- Hermann Franz (1891–1969), SS-Führer und Generalmajor der Polizei
- Erich Riedeberger (1903–1969), Turner und Sportfunktionär
- Karl Hermann Trinkaus (1904–1965), Collage-Künstler
- Paul Dorn (1905–1945), Sänger
- Willi Jungmittag (1908–1944), Fotoreporter, Widerstandskämpfer gegen den Nationalsozialismus
- Heinz Adler (1909–1988), Professor für Maschinenbau
- Frank Schöbel (* 1942), Sänger
- Walther Petri (1940–2011), Autor, lebte in der Naunhofer Straße 54

### Mit Stötteritz verbunden
- Michael Burgkhardt (1945–2022), Arzt, Notfallmediziner und Stadtrat, Träger des Sächsischen Verdienstordens, lebte in der Gletschersteinstraße
- Christian Felix Weiße (1726–1804), Begründer der deutschen Kinder- und Jugendliteratur, Rittergutsbesitzer in Stötteritz
- Samuel Hahnemann (1755–1843), Begründer der Homöopathie, lebte 1790–1792 in Stötteritz
- Christian Ernst Weiße (1766–1832), Historiker und Rechtswissenschaftler, lebte in Stötteritz
- Karl August Espe (1804–1850), Lexikon-Herausgeber, lebte zuletzt in Stötteritz
- Richard Wagner (1813–1883), Komponist, lebte als Säugling wenige Monate in Stötteritz, wohin seine Mutter mit ihm aus dem kriegsbedrohten Leipzig geflüchtet war
- Raimund Dreyschock (1824–1869), Violinist, lebte in Stötteritz
- Karl Lamprecht (1856–1915), Historiker, wohnte in der Naunhofer Straße 22
- Adolf Lehnert (1862–1948), Bildhauer und Medailleur, lebte in seinen letzten Lebensjahren in der Villa Schönbachstraße 15
- Felix Heynig (1888–1950), Zeichner und Maler, lebte in Stötteritz
- Werner Heisenberg (1901–1976), Physiker, wohnte im Bozener Weg 14 (heute Lichtenbergweg)
- Erhard Mauersberger (1903–1982), Thomaskantor, lebte in der Kommandant-Prendel-Allee 116
- Elisabeth Hering (1909–1999), Schriftstellerin, lebte für einige Zeit in der Holzhäuser Straße
- Doris Günther (1919–2009), Unternehmerin, lebte in der Ludolf-Colditz-Straße 4
- Erich Loest (1926–2013), Schriftsteller, wohnte in der Schönbachstraße 34
- Joachim Weiskopf (* 1927), Arzt und Zahnarzt, letzter Präsident des NOK der DDR, lebte in der Gletschersteinstraße
- Gert Gütschow (1928–2023), Schauspieler, lebte in der Ludolf-Colditz-Straße 14
- Heinz Lohse (* 1928)  Mathematiker und Erziehungswissenschaftler, verbrachte Kindheit und Jugend von 1932 bis 1953 in der Papiermühlstraße 35
- Roger Rössing (1929–2006) und Renate Rössing (1929–2005), Fotografenehepaar, lebte in der Oberen Eichstädtstraße 9
- Hinrich Lehmann-Grube (1932–2017), lebte in den ersten Jahren als Oberbürgermeister in der Lausicker Straße[10]
- Günther Eisenreich (1933–2015), Mathematiker, lebte in der Kommandant-Prendel-Allee
- Brigitte Rabald (1934–2019), Schlagersängerin, lebte bis 1982 in Stötteritz
- Heinz Czechowski (1935–2009), Lyriker, wohnte in der Naunhofer Straße 52
- Günther Huniat (* 1939), Maler und Grafiker, lebte in Stötteritz
- Volker Ebersbach (* 1942), Schriftsteller, lebte in der Gletschersteinstraße
- Friederike Pondelik (1943–2001), Grafikerin und Buchgestalterin, lebte in der Naunhofer Straße 67
- Tom Pauls (* 1959), Kabarettist, lebte in der Kommandant-Prendel-Allee 110
- René Meyer (* 1970), Journalist und Sammler, lebte bis 1990 in der Wasserturmstraße 47 (heute Breslauer Straße) und von 1999 bis 2008 in der Naunhofer Straße 40